# 名奉行 遠山の金さん
名奉行 遠山の金さん（めいぶぎょう・とおやまのきんさん）は、テレビ朝日系列にて放送された松方弘樹主演のテレビ時代劇シリーズ。江戸時代後期に実在した遠山景元（金四郎）を主人公とする『遠山の金さん』作品の一つ。第1シリーズから第7シリーズが1988年から1996年まで毎週木曜夜8時からの1時間枠で全177話が制作され、毎週土曜夜8時からの1時間枠へ移行後の第8シリーズを『遠山の金さんVS女ねずみ』、第9シリーズを『金さんVS女ねずみ』と改題し、1997年から1998年まで全42話が制作された。

## あらすじ
前北町奉行の突然の事故死によって奉行に急遽就任した遠山金四郎は、前任者の事故死に疑念を抱く。独自に調査を始めた金四郎は「遊び人の金さん」を名乗り、町人を装って江戸の町を駆け回りながら、その後も数々の事件を解決していく。

## シリーズ構成
- 『名奉行 遠山の金さん』第1シリーズ（1988年4月21日 - 1988年11月24日）
- 『名奉行 遠山の金さん』第2シリーズ（1989年5月25日 - 1989年11月30日）
- 『名奉行 遠山の金さん』第3シリーズ（1990年7月5日 - 1991年3月28日）
- 『名奉行 遠山の金さん』スペシャル（1991年10月10日）
- 『名奉行 遠山の金さん』第4シリーズ（1991年11月7日 - 1992年7月2日）
- 『名奉行 遠山の金さん』スペシャル（1992年9月24日）
- 『名奉行 遠山の金さん』第5シリーズ（1993年3月4日 - 1993年12月16日）
- 『名奉行 遠山の金さん』第6シリーズ（1994年6月9日 - 1995年1月19日）
- 『名奉行 遠山の金さん』第7シリーズ（1995年9月7日 - 1996年3月21日）
- 『遠山の金さんVS女ねずみ』（1997年2月1日 - 1997年7月5日）※本作から土曜夜8時枠に移行
- 『金さんVS女ねずみ』（1998年3月14日 - 1998年10月31日）

### 主な登場人物
- 遠山金四郎：松方弘樹

江戸北町奉行・遠山左衛門尉。前の北町奉行が急死したため、その後任として北町奉行となった。就任から程なく、江戸町人のほか幕臣や裏で悪事を行う輩からも含めて「名奉行」と呼ばれる名声を得るに至っている。普段は「遊び人の金さん」に扮して、江戸市中にたむろしている。殺人犠牲者の死体発見現場などに現れては、正体を知らない奉行所同心達には捜査のヒントなどを示唆するが、態度は下手に徹しており、「金公」（きんこう）もしくは「金の字」（きんのじ）と呼ばれている。第7シリーズでは、藤吉によくお金をたかられている。
- お仙：坂口良子（第1シリーズ）

金四郎配下の密偵で、忍び装束で悪人の屋敷に潜入することも多い。表向きは湯屋「桜湯」の女将をしている。劇中に登場しない父親とともに更生した元盗人。第1シリーズ最終話（第23話）を最後に何の説明もなく姿を消し、桜湯の女将はお紺へ代わる。第7シリーズに登場したお仙とは同名の別人。
- お紺：池上季実子（第2シリーズ・第3シリーズ、第5シリーズ・第6シリーズ）

同じく密偵で、「桜湯」女将。お仙と同じく、金四郎に気のある素振りが多い。住まいは神田連雀町。第6シリーズ最終話（第23話）を最後に何の説明もなく姿を消し、桜湯の女将はお仙へ代わる。なお、後述の『金さんVS女ねずみ』に登場するお紺とは同名の別人である。
- お竜：斉藤慶子（1991年SP、第4シリーズ、1992年SP）

お仙・お紺と同じく金四郎配下の密偵で、普段は居酒屋「瓢箪」の女将をしている。兄・沢庵（銀次）と同じく風魔一族の末裔で、黒影一味の首領が風魔一族の姫であるお藤（原日出子）であった事から、その陰謀に巻き込まれた事があった（1991年SP）。
- お仙：工藤夕貴（第7シリーズ）

同じく金四郎配下の密偵。お紺に代わり、桜湯の女将を務めている。第1シリーズに登場したお仙とは同名の別人。お歌の事をよく「叔母さん」と言っている。幼い頃に両親と死に別れ母方の祖父で天下の泥棒であった十六夜の六兵衛の元で育てられていた過去を持つ（第21話）。
- 轟沢庵：石立鉄男（1991年SP、1992年SP、第4シリーズ～第6シリーズ）

お竜の兄で、同じく金四郎配下の密偵。普段は観相見の易者を生業としている。お竜と同じく風魔一族の末裔で、かつては音なしの銀次という二つ名の義賊として、お竜と共にあまり評判の良くない商家に侵入し、大金を盗み取っては、貧しい長屋の住人たちに1両ずつ分け与えるという、言わば鼠小僧のような義賊として盗みを働いていた。しかし、奉行所の役人たちに追われて逃走中に、川で蜆取りをしていた兄妹が溺れているのを見て、見過ごしに出来ずにその兄妹を救出し、結果的に役人たちによって御用となった。その一部始終を遊び人の金さんとして目撃していた金四郎は、銀次とお竜に密偵としてではなく、仲間にならないかと持ち掛けられる。最初は金四郎に不信感を持っていた銀次・お竜兄妹だったが、金四郎の人柄に惚れ、彼の仲間となる（1991年SP）。第5シリーズ以降は瓢箪を離れ、桜湯の2階で清次と共に貸衣装屋を営む事となったが、その後、第6シリーズでは整体師として活躍。独立し『平癒堂』を開業した。金さんからは「義兄弟の盃を交わした仲」と紹介されることもあり、また自身の過去に絡む事件を単独で捜査しようと動いた時には、その行動を察知した金さんから「俺たちは同じ大きな荷物を背負っているんだ。今さら喧嘩別れする仲でもなけりゃ、歳でもないだろ」と諭され、真実の独白を求められるなど、絶大な信頼を経ていた。第6シリーズ最終話（第23話）を最後に何の説明もなく姿を消す。
- お歌：川島なお美（第7シリーズ）

第7シリーズのみ登場。お仙の叔母で、桜湯の番台などを手伝うこともある。お仙に「叔母さん」呼ばわりされるのは、日常茶飯事。金さんに惚れているが、金さんの正体は知らない。
第5シリーズ第12話の「女の戦い! 風呂屋乗っ取りの罠」ではお三輪役、第6シリーズ第9話「女、霧の中の殺意」ではおはま役としてゲスト出演している。
- 吉川瓢兵衛：ケーシー高峰（第1シリーズ、1991年SP、1992年SP、第4シリーズ～第7シリーズ）
- 蒲生武太夫：名古屋章（第2シリーズ）
- 金森四郎五郎：藤岡琢也（第3シリーズ）

ともに北町奉行所の内与力。お仙・お紺・お竜ら同様、金さんの正体を知る数少ない人物。吉川は元は遠山家の用人。
- 水木新吾：東山紀之（第1シリーズ～第3シリーズ、1992年SP）

北町奉行の若手同心。金さんの正体が北町奉行であるとは知らず、事件現場に度々現れることを不審に思っている。剣術の腕が立ち、金さんの正体を知った第2シリーズ以降は隠密廻り同心として捜査を支える。第1シリーズの第8話では20年前に生き別れた母親と死の間際で再会している。
- 楠菊太郎：内海光司（第3シリーズ・第4シリーズ14話～第5シリーズ）

北町奉行所の若手同心。第3シリーズ・第4シリーズでは見習い同心、第5シリーズで定廻り同心に昇格。金さんの正体を知らないため、金さんを邪険に扱う事もある。第4シリーズでは、演じる内海光司が当時「光GENJI」の一員として多忙だったスケジュールの都合により、第14話からの出演となった。なお、1992年SPには登場していない（スケジュールの調整がつかないため、後述の前田耕陽演じる若手同心・番場一朗太が代役として登場）。
- 柊小十郎：西川弘志（1991年SP、第4シリーズ第1話～第13話）

北町奉行所の若手同心。菊太郎同様、金さんの正体は全く知らない。第4シリーズの第11話では演じる西川弘志の実父である西川きよしが、事件の容疑者である永代の喜代蔵（深江章喜）の過去を知る大坂町奉行所の同心・小山田平左衛門役で出演。1話のみながら、親子共演が実現した。菊太郎役の内海の復帰に伴い、第13話を最後に何の説明もなく姿を消す。
- 番場一郎太：前田耕陽（1992年SP）
- 本間孝太郎：田中実（第6シリーズ）
- 松井俊太郎：清水貴博（第7シリーズ）

ともに北町奉行所の若手同心。金さんの正体は全く知らない。また、松井俊太郎は藤吉によくお金をたかられている。
- 鳥居甲斐守：中村嘉葎雄（第1シリーズ～第3シリーズ、第6シリーズ～第7シリーズ） → 中条きよし（1991年SP、第4シリーズ、1992年SP）

シリーズを通しての悪役。初登場時は勘定奉行。第2シリーズ第13話で勘定奉行の座を追われ1年経っていることを口にする。第3シリーズ以降は南町奉行。北町奉行に就任した遠山左衛門尉を失脚させるべく、配下の者たちを使い暗躍する。第1シリーズ最終話で、金四郎が遊び人に扮していることを知り、以後は鳥居も町人になりすまして金四郎の眼前に現れたこともある。第5シリーズでは全く登場せず、第6シリーズでは数回のみの出演にとどまった。が、第6シリーズ最終話の終盤近くに於ける金四郎との勝負に敗れ、南町奉行職を辞任した。。第7シリーズ第4話では、鳥居を支持する一部のとある幕僚の画策により、老中主座・水野越前守から勘定奉行再任の内定が出るも、幕僚自身の悪事が明るみに出た事によって、鳥居の勘定奉行再任は見送られた。
- 堀田摂津守[注 11]：若林豪（第1シリーズ～第7シリーズ、1991年SP、1992年SP）

江戸幕府の若年寄かつ野州佐野藩藩主で、諱は正国。北町奉行に就任した金四郎が奉行所に出仕しないまま江戸城に登城した際、その事について金四郎を咎め立てするが、後に「遊び人の金さん」として再会した際、その口振りから彼を金四郎だと見破る。以後、金四郎の良き理解者として表裏に渡り彼を支える（第1シリーズ第1話）。金四郎からは、彼に対する尊敬の念を込めて「堀田様」と呼ばれている。旗本や御家人を監督する若年寄という立場上、賂が横行する武家社会に於いて武士としての威厳を保つべく、綱紀粛正・文武の奨励を彼らに課す等、幕府全体の引き締めに全力を注いでいる。しかしその一方で、彼のやり方に反発を覚える者も少なくなく、現に彼によって、不行跡のかどで切腹・家名断絶に追い込まれた旗本の遺児である祈祷師・雲海（大場順）とその一党（第4シリーズ第22話）や、摂津守の諫言によって元職の復帰に失敗した元普請奉行の旗本・大島右京亮（山田吾一）の息の掛かった材木商・紀州屋武兵衛（田口計）に雇われた用心棒の浪人共や、二人とは懇ろの関係にある博徒・天城の政五郎（宮口二郎）の子分たち（第5シリーズ第26話）からは特に命を狙われている。また、かつて摂津守の屋敷に女中奉公をしていたおとき（辻沢杏子）という女が、彼女の夫によって吉原遊郭に身を売られていた事が明らかになった際、金子200両を持って吉原の女郎屋に出向き、おときを身請けしたと言う、摂津守の懐の深さを感じるエピソード（第5シリーズ第26話）や、摂津守自ら藩主を務める佐野藩に巣食う獅子心中の虫を金四郎に退治してもらうというエピソード（第5シリーズ第31話）も存在する。
- 大庭伊十郎：山内としお（第1シリーズ第4話、第15話、第18話～第20話、第23話、第2シリーズ第1話、第12話～第14話、SP1、第16話～第17話、第22話～第23話）

北町同心。新吾と大介の同僚。新吾や大介が登場しない、もしくは何らかの事情で捕物に行けない場合、捕り方と共に率先して現場に踏み込む事がある。金さんの正体は全く知らない。なお、演じる山内はその後も、博徒・国定忠治配下の日光の円蔵（第3シリーズ第18話）や、芝居小屋・中村座の座元・兼松（第4シリーズ11話）役、霧の由兵衛（土屋嘉男）配下の盗賊・仙三（第5シリーズ第3話）役等でゲスト出演している。
- 伝法大介：小西博之（第2シリーズ）

北町奉行所の同心。金さんと知り合った当初、その正体を知らず邪険に扱っていたが、犯人捕縛後のお白洲で金さんの正体を知る。その後は金四郎の影となって活躍する様になる（第2シリーズ第1話）。
- 葉隠弦之介：小西博之（1991年SP、1992年SP、第4シリーズ～第5シリーズ）

南町同心。半平同様、北町の同心たちから手柄を横取りすべく張り合っている。（第4シリーズ第16話時点で）南町同心を務め13年4ヶ月。金さんの正体は全く知らない。
- 疋六：宮路佳具（第2シリーズ～第6シリーズ第1話～第11話、第14話、第16話～第17話、第19話～第20話、1992年SP）

北町配下の目明し。大介・菊太郎・小十郎・孝太郎と行動を共にしている。第6シリーズ中盤からは豆八と交代で登場。金さんの正体は全く知らない。第1シリーズ第6話「御奉行が消えた!」では下役、第12話「若手同心の初恋」では岡っ引き、第18話「2つの顔の仕事人」では貞吉役で出演。第6シリーズ第20話では、桜湯で上司の吉川瓢兵衛の悪口を言ってしまうという失態を犯した。
- 豆八：佐藤好広（第6シリーズ第12話～第13話、第15話、第18話、第21話～第23話、第7シリーズ）

北町配下の目明し。孝太郎・俊太郎と行動を共にしている。第6シリーズでは疋六と交代で登場していた。金さんの正体は全く知らない。第6シリーズ第21話より正式レギュラー。
第4シリーズ第20話「妻を売った武士」では仙吉役、第25話「裏切りの矢! 八丈島から来た女」では猿丸役、第5シリーズ第7話「殺し屋を狙う謎の若君」は役名不詳、第6シリーズ第8話「上方女の真剣勝負」で熊五郎役で出演。
- 清次：須賀章（第4シリーズ～第7シリーズ）

初登場時は、金さんらが屯する居酒屋「瓢箪」の板前。その後、沢庵が運営する桜湯の2階の貸衣装屋の手伝いを経て、沢庵が整体師として独立した後も、桜湯の2階で貸衣装屋を続けた。金さんの正体は全く知らない。
- 間半平：柳沢慎吾（第1シリーズ～第3シリーズ）

南町同心。北町奉行所と張り合っているが、推理の多くは的外れで、桜湯でしばしば女湯を覗き、商人からの饗応の誘いや賄賂の誘いにも弱い。金さんの正体は全く知らない。評定所の白洲に呼ばれた時に北町奉行と居合わせているが気づいていない（第２シリーズ16話）。北町の水木新吾とは幼馴染（第3シリーズ3話）。
- 柳半九郎：見栄晴（第6シリーズ～第7シリーズ）

南町同心。半平・弦之介同様、北町の同心たちから手柄を横取りすべく、日夜張り合っている。金さんの正体は全く知らない。
- 二八：志賀勝（第1シリーズ～第5シリーズ、1992年SP）

南町配下の目明し。半平・弦之介と行動を共にしている。金さんの正体は全く知らない。時折上方なまりが出る。
- 三五平：六平直政（第6シリーズ～第7シリーズ）

南町配下の目明しで、半九郎と行動を共にしている。金さんの正体は全く知らない。
- お玉：仁科幸子（第1シリーズ・第2シリーズ）
- お町：松岡知重（第2シリーズ・第3シリーズ）

ともに「桜湯」の看板娘。あの手この手で女湯を覗こうとする半平や二八を度々たしなめる。お玉は金四郎の正体を知っており、密偵としてお仙やお紺の助手を務めることもある。
- お初：松本友里（第4シリーズ、1992年SP）

居酒屋「瓢箪」の看板娘。
第3シリーズ第16話「毒薬を買う女」ではお奈津役で出演している。その後も、第5シリーズ第31話で源太（清水健太郎）の妹・おようを演じている。
- お咲：山本恭子（第5シリーズ・第6シリーズ） ※第6シリーズは「沢南海子」名義

桜湯の看板娘。
- 源太 → 源太郎（第6シリーズ）、藤吉（第7シリーズ）：目黒正樹

第6シリーズは第3話で大名の後継ぎとして旅立った後も屋敷を抜けてお光と共に桜湯にちょくちょく遊びに行き、金さんたちの相手をしている。
第7シリーズは自称「なんでも屋」。お金は金さんと俊太郎から殆どたかっている。清次とお玉、2人からの依頼がない為、たかっていない。番外として、第15話「肝っ玉母さんと邪教の女」のおたね（南田洋子）から1両貰っているし、第16話「消えた女! 裏切りの集団見合い」の伊奈蔵（中田光彦）からもたかっている。
- お光：目黒仁美（第6シリーズ）

源太の妹で、源太がとある大名の跡継ぎとして旅立った後も、桜湯にちょくちょく遊びに行き、金さんたちの相手をしている。演じる目黒仁美は、源太・藤吉役の兄・正樹同様松方の長女であり、こちらも親子共演を果たしている。
- お玉：嶋裕子（第7シリーズ）
- お町：加茂あかり（第7シリーズ第4話～第21話）

ともに桜湯の看板娘。
- 捨丸：岩尾正隆（第1シリーズ第1話、第4話、第11話、第23話）

鳥居配下の茶坊主で正体は忍び。第23話で金さんの正体を知って自害した。演じる岩尾正隆はその後も、鳥居配下の忍び・百蔵役（第3シリーズSP3本）等で出演している。

### 放映リスト（サブタイトルリスト）

#### 第1シリーズ
| 話数 | 放送日         | サブタイトル     | 脚本                 | 監督     | ゲスト出演者 |
| ---- | -------------- | ---------------- | -------------------- | -------- | --- |
| 1    | 1988年 4月21日 | 桜吹雪一番手柄   | 小川英、胡桃哲       | 舛田利雄 | お糸/高樹沙耶 跡部内膳/大出俊 弥助/川地民夫 登勢/服部妙子 宍倉伝八郎/小沢象 門番/池田謙治 留/有島淳平 伊集院頼母/疋田泰盛 堀田摂津守/若林豪 鳥居甲斐守/中村嘉葎雄                                                                                             |
| 2    | 4月28日※       | 女盗賊の三つの謎 | 志村正浩             | 舛田利雄 | おしま/秋野暢子 源三/河原崎建三 般若の仁平次/青木義朗 虎松/吉田豊明 巳之助/有川正治 鮫吉/市川好郎 用心棒/阿波地大輔 用心棒/谷口孝史 小間物問屋主/壬生新太郎 仁平次の子分/木谷邦臣 北町同心/志茂山高也 堀田摂津守/若林豪                                       |
| 3    | 5月5日         | 引裂かれた妻の夢 | 本田英郎             | 宮越澄   | るい/三林京子 須貝源左衛門/中野誠也 関原孔山/菅貫太郎 森田屋助次郎/高城淳一 筧伝九郎/田中浩 源太郎/岩渕健 ご隠居/岩城力也 /久仁亮子 手代藤助/細川純一 /木下通博                                                                                               |
| 4    | 5月12日        | 標的は純情くノ一 | 本田英郎             | 井上芳夫 | おゆみ/川上麻衣子 真田幸貫/内藤武敏 甲賀の五太夫/勝部演之 岩瀬友範/藤岡重慶 キン/正司花江 来島虎太/高品剛 町人/泉好太郎 鳥居甲斐守/中村嘉葎雄 |
| 5    | 5月19日        | 闇のおんな仕事人 | 和久田正明           | 井上芳夫 | 一石屋万造/寺田農 おとよ/朝加真由美 お竜/水原まき 円蔵/成瀬正孝 伊三次/野口貴史 羽黒屋仁兵衛/相馬剛三 相模屋/和田昌也 若い女/鈴川法子 新助/西山清孝 |
| 6    | 6月2日         | お奉行が消えた!  | 小川英、胡桃哲       | 吉川一義 | 黒木典吾/綿引勝彦 おきぬ/風祭ゆき 閻魔の仁蔵/品川隆二 弥太/根岸一正 銀八/吉中六 千太/若杉俊貴 五助/越坂英生 下役/宮路佳具 |
| 7    | 6月9日         | 美女が恨みの刃   | 猪俣憲吉             | 吉川一義 | 鯉太郎/横光克彦 西国屋利兵衛/山田吾一 おこま/香山まり子 板倉帯刀/近藤宏 浜吉/うえだ峻 お絹/原田千枝子 小原伝八郎/五味竜太郎 常松/石倉英彦 住人/畑中伶一 住人/矢部義章 住人/西山清孝                                                                           |
| 8    | 6月23日        | ひょっとこ面の女 | 鈴木生朗             | 田中徳三 | おふじ/星由里子 大黒屋六兵ェ/原口剛 弁天の政五郎/江幡高志 甚平/河合絃司 絃三/田中弘史 井筒屋/溝田繁 丸井屋藤兵衛/高並功 政五郎の子分/司裕介 お面屋/宮城幸生 政五郎の子分/壬生新太郎                                                                           |
| 9    | 6月30日        | 正当防衛の男?    | 飛鳥ひろし           | 田中徳三 | おすま/三原じゅん子 芳松/五代高之 清七/佐藤仁哉 相沢頼母/小野進也 馬場陳内/有川正治 相模屋徳兵衛/中村錦司 甚五郎/山村弘三 |
| 10   | 7月7日         | お仙が拾った子   | 本田英郎             | 江崎実生 | おしの/甲斐智枝美 お才/田島令子 庄太/福原学 山根三九郎/石橋雅史 山同心/汐路章 住職/徳田興人 山海屋庄右衛門/有島淳平 お才の手下/笹木俊志 大家/疋田泰盛 /藤長照夫 /小坂和之 幸兵衛/長門裕之                                                                     |
| 11   | 7月14日        | 罠にかかった奉行 | 小川英、胡桃哲       | 江崎実生 | お弓/藤代美奈子 駒吉/長谷川哲夫 伊勢屋/田口計 三田村陣十郎/中田博久 お時/吉原緑里 女将/丸平峰子 幕閣/伊達三郎 住人/泉好太郎 仙次/木谷邦臣 堀田摂津守/若林豪 鳥居甲斐守/中村嘉葎雄                                                                             |
| 12   | 7月21日        | 若手同心の初恋   | 藤井邦夫、志村正浩   | 上杉尚祺 | 清吉/沖田浩之 お美代/藤奈津子 弥之助/宮口二郎 大野主膳/石山律雄 松二郎/名引直寿 万造/丘路千 伏見屋/北村光生 伏見屋番頭/峰蘭太郎 津山源十郎/入江武敏 育造/細川純一 朴雪/和田昌也 岡っ引き/宮路佳具 甚兵衛/遠藤太津朗                                           |
| 13   | 7月28日        | 消えた美女たち   | 鈴木生朗             | 上杉尚祺 | おゆき/中村明美 五助/丹波義隆 おさよ/青田浩子 伝九郎/堀田真三 おひさ/藤悦子 留吉/松田明 お秋/中塚和代 やくざ/池田謙治 鳴海屋清蔵/深江章喜 永井宗全/和崎俊哉                                                                                                   |
| 14   | 8月4日         | 危険なつっぱり娘 | 高橋稔               | 大洲斉   | 六兵衛/レオナルド熊 お照/渡辺祐子 松永紋十郎/小林勝彦 左近次郎/北町嘉朗 与右衛門/柴田侊彦 権八/本郷直樹 安蔵/広瀬義宣 池松/藤沢徹夫 舟宿の女将/森あつこ 久佐太郎/宮城幸生 治助/小峰隆司 工藤玄斎/名和宏                                                       |
| 15   | 8月25日        | 般若心経殺人事件 | 志村正浩             | 田中徳三 | おつる/中村メイコ 清太郎/佐藤祐介 常吉/笑福亭鶴光 時蔵/黒部進 六助/阿波地大輔 柿沼平之進/川浪公次郎 山田屋手代/大矢敬典 大島多門/亀石征一郎 木曽屋清兵衛/江見俊太郎                                                                                           |
| 16   | 9月8日         | 花嫁衣裳が泣いた | 高橋稔               | 田中徳三 | 鏑木清左ヱ門/鈴木瑞穂 加世/丸山秀美 桜井甚兵ェ/藤岡重慶 お松/小川依子 勘助/稲吉靖司 粂蔵/田畑猛雄 三次/滝譲二 源太/福本清三 吉松/高並功 中村座座頭/泉好太郎 郷原伊十郎/磯部勉                                                                                 |
| 17   | 9月15日        | 噂におびえる少女 | 猪又憲吾、永井かおる | 大洲斉   | 十文字堂京助/井上純一 おちか/森尾由美 高木守正/久富惟晴 近江屋/加藤和夫 お糸/勝沼のりこ 寅松/佐藤晟也 女中/鈴川法子 町人/遠山金次郎 泉州屋/長谷川明男 |
| 18   | 9月22日        | 二つの顔の仕事人 | 国弘威雄、志村正浩   | 大洲斉   | おしの/比企理恵 信濃屋/鹿内孝 小野寺市右ヱ門/上野山功一 坂田伝八/佐藤京一 清水屋/寺下貞信 為三/長谷川弘 /鴨原空(子役) 上州屋/入江慎也 山城屋/衰和田良太 旦那/波多野博 貞吉/宮路佳具 小野寺の配下/小船秋夫 三国屋/志茂山高也 清水屋内儀/星野美恵子 松吉/西田健 |
| 19   | 10月13日       | 殺しを招く幻の女 | 下飯坂菊馬           | 宮越澄   | 喜兵衛/伊藤孝雄 おしん/本阿弥周子 虎吹雪/龍虎 しぶき屋伊右ェ門/山本昌平 飛騨屋藤左ェ門/中山昭二 乾玄八郎/森章二 源蔵/遠山金次郎 /司裕介 おたみ/鈴川法子 |
| 20   | 10月20日       | 美人姉妹の復讐   | 飛鳥ひろし           | 荒井岱志 | お奈津/松尾嘉代 お佐代/芦川よしみ 矢島又四郎/小沢象 大留/河合絃司 藤政/森下鉄朗 鳶辰/中田光彦 白子屋番頭/下元年世 遠州屋番頭/木谷邦臣 源蔵/藤沢徹夫 /福本清三 彦六/宮城幸生 玄斎/疋田泰盛 /矢部義章 /神原千恵 /中西喜美恵 遠州屋/御木本伸介 黒田刑部/川合伸旺 |
| 21   | 10月27日       | 消えた三万両!?   | 小川英、杉昌英       | 宮越澄   | 佐吉/加納竜 みつ/大塚良重 風神の政/浜田晃 相州屋利兵衛/高野真二 子分/浜伸二 /及川潤 子分/白川浩二郎 子分/細川純一 子分/上野秀年 子分/小峰隆司 子分/池田謙治 賭博の客/壬生新太郎 清助/谷口孝史 町名主/泉好太郎 /平河正雄 /奈波登志子 勝田十三郎/伊吹剛         |
| 22   | 11月17日       | 花の吉原遊女斬り | 志村正浩             | 宮越澄   | 及川縫/松岡知重 覚兵衛/南利明 梅川春雪/内田勝正 大吉/丹古母鬼馬二 田之倉十蔵/高木二朗 菊池大学/中田浩二 千草/久仁亮子 夕月太夫/神津友子 田村忠俊/土井健守 /きくち英一 平野/武井三二 一ノ関藩士/白井滋郎 /美松艶子 及川監物/土屋嘉男 堀田摂津守/若林豪         |
| 23   | 11月24日       | これにて一件落着 | 小川英、胡桃哲       | 江崎実生 | 反吉/頭師孝雄 おつや/岡本麗 西海屋/菅貫太郎 /内田宗吉 惣兵衛/中村錦司 /亀井賢二 北町門番/司裕介 幕閣/有島淳平 /藤枝政巳 /小川智子 浪人/志茂山高也 堀田摂津守/若林豪 鳥居甲斐守/中村嘉葎雄                                                                     |

※映画『スネーキーモンキー 蛇拳』放送のため本放送時は未放映、地上波再放送時に初放映されたという情報もある。当時の朝日新聞ではこの日付にこの第2話が掲載されている。

#### 第2シリーズ
| 話数 | 放送日         | サブタイトル                                     | 脚本                     | 監督     | ゲスト出演者 |
| ---- | -------------- | ------------------------------------------------ | ------------------------ | -------- | --- |
| 1    | 1989年 5月25日 | 帰ってきた桜吹雪                                 | 小川英、胡桃哲           | 宮越澄   | お千代/南風見恵子 日向隼人正/長門裕之 鉄/宮口二郎 西海屋/江幡高志 窪田陣十郎/山本昌平 /田中憲治 絵師/大矢敬典 重役/有島淳平 重役/遠山金次郎 浪人/小坂和之 浪人/小峰隆司 町人/和歌林三津江 町人/宮城幸生 日向の用人/疋田泰盛 堀田摂津守/若林豪                                 |
| 2    | 6月1日         | 美少女を救え! 隠密同心の怒り                     | 小川英、蔵元三四郎       | 日高武治 | おこう/財前直見 結城仙之助/石橋蓮司 大黒屋仁左衛門/福田豊土 銀次/遠藤征慈 甚九郎/入江慎也 弥平/広瀬義宣 常念寺住職/山村弘三 /松村直美 榊原唐十郎/入江武敏 /井上昭 /岩井田浩己 /西村正樹 牢役人/山田良樹 甚九郎の子分/木谷邦臣 /松原健司 /江原政一 浪人/司裕介 浪人/床尾賢一   |
| 3    | 6月8日         | 風呂屋の亭主が謎の連続心中                       | 山田隆之                 | 江崎実生 | お美代/本阿弥周子 赤坂林右ヱ門/御木本伸介 井筒屋長五郎/多々良純 曽乃/風見章子 三次/上野山功一 豊太/堀田真三 伊太郎/新城邦彦 /伴勇太郎 野次馬/蓑和田良太 客/丸平峯子 /水月円 /太田和余 /椿竜二 瓦版屋/上野秀年 /小崎芳枝 /阿川夏子                                             |
| 4    | 6月15日        | 暴かれた二つの顔の美人妻                         | 高橋稔                   | 斎藤光正 | お波/高部知子 作蔵/山田吾一 丹波屋/戸浦六宏 大内兵庫/南条弘二 和世/鈴鹿景子 おたつ/和田幾子 権八/石倉英彦 虎松/矢部義章 /河本忠夫 やくざ/滝譲二 三次/谷口孝士 /藤坂有希 /新橋伸介 /堀田明美 /石田昭子 やくざ/西山清孝 旗本/平河正雄 /永納昭平                                 |
| 5    | 6月29日        | 財テクの罠、狙われた美人画                       | 猪又憲吾、永井かおる     | 日高武治 | 山岡誠之助/並木史朗 琴絵/安永亜衣 山城屋治兵衛/草薙幸二郎 多岐川竜斎/小鹿番 秋野仁十郎/有川正治 北条治重/中嶋俊一 /田辺ひとみ 世話役/遠山金次郎 客/泉好太郎 /富永佳代子 /小川智子 美濃屋/波多野博 客/壬生新太郎                                                               |
| 6    | 7月6日         | 甘い囁きは女の敵                                 | 和久田正明               | 江崎実生 | お浜/黒田福美 巳之介/荒木しげる 幸吉/山田隆夫 蟹助/市川好郎 音羽の久蔵/浜田晃 綱五郎/草薙良一 伊勢屋幸右衛門/牧冬吉 左右吉/松田明 板前/木下通博 久蔵の子分/志茂山高也 |
| 7    | 7月13日        | 暗闇に一輪桜小僧                                 | 小川英、蔵元三四郎       | 宮越澄   | お袖/三原じゅん子 滝沢外記/南原宏治 蓑屋藤十郎/深江章喜 備前屋/原口剛 林之助/岩城力也 高島四郎太夫/中西宣夫 一座の者/阿波地大輔 牢同心/森山陽介 浪人/壬生新太郎 浪人/藤長照夫 堀田摂津守/若林豪                                                                               |
| 8    | 7月20日        | 恋女房が危ない! べに花の秘密                     | 本田英郎                 | 上杉尚祺 | 青木吾平/高橋悦史 信子/二宮さよ子 おれん/朝比奈順子 最上屋助右衛門/藤岡重慶 牧原長重/小林勝彦 黒川勘兵衛/吉田豊明 玄雲/佐藤京一 権十/浜田隆広 腰元/たなかあけみ |
| 9    | 7月27日        | 女の挑戦! 怪文書のカラクリ                       | 和久田正明               | 上杉尚祺 | お蝶/三林京子 美濃屋万兵衛/和崎俊哉 八田平蔵/川辺久造 田之助/冷泉公裕 近江屋/外山高士 今朝三/江藤漢 壺八/中田譲治 松吉/土倉有貴 /笹木俊志 寺社奉行/疋田泰盛 山崎新兵衛/波多野博 男/小船秋夫                                                                                   |
| 10   | 8月3日         | 誤審? 殺人犯の妹                                 | 高橋稔                   | 松尾正武 | 弥之助/井上純一 春日井忠兵衛/清水健太郎 お久/長谷川稀世 お糸/立原ちえみ 池松/稲吉靖司 讃岐屋/中村孝雄 お滝/五代百絵 鳥居甲斐守/中村錦司 伝蔵/阿波地大輔 寅次/司裕介 /玉生賢司 /春藤真澄 /桑田範子 /加藤正記 /大迫ひでき 婆さん/和歌林三津江 /富永佳代子                       |
| 11   | 8月17日        | 税金に泣かされたおんな                           | 本田英郎                 | 斎藤光正 | おふさ/藤奈津子 くら/風祭ゆき 榊原修理/鹿内孝 武蔵屋/田中浩 喜助/山下洵一郎 おこう/山口朱美 佐八/寺下貞信 高倉喜十郎/福本清三 庄左衛門/北原将光 吾平/山本弘 馬場多重/川浪公次郎                                                                                               |
| 12   | 8月31日        | 裏切りの仮面! 金さん指名手配                     | 志村正浩                 | 江崎実生 | 桂木孤風/大木実 銀八/誠直也 おさわ/五藤恭子 寅吉/有川正治 徳松/中田光彦 相馬半兵衛/丘路千 商人/白川浩二郎 商人/五十嵐義弘 商人/池田謙治 住人/東孝 |
| 13   | 9月7日         | 遠山奉行の涙! 裁かれた聖母像                     | 小川英、胡桃哲、南賀明子 | 松尾正武 | 折原忠之/大出俊 早川慎之介/円谷浩 百蔵/樋浦勉 大村屋/西沢利明 渡海屋/芝本正 長谷川/楠年明 渡海屋内儀/鈴川法子 岩田屋五助/高並功 鳥居耀蔵/中村嘉葎雄 |
| 14   | 9月14日        | お目付け桜と姥ざくら                             | 岡田正代                 | 江崎実生 | お島/園佳也子 越中屋/菅貫太郎 長次/中田博久 竜源検校/岩尾正隆 酒田陣十郎/五味龍太郎 小間物問屋主人/峰蘭太郎 大家/小峰隆司 伊勢屋/有島淳平 |
| 15   | 9月21日        | 美女誘拐! 悪事が匂う蔵の中                       | 猪又憲吾、永井かおる     | 清水彰   | お弓/比企理恵 平六/織本順吉 菊屋利兵衛/遠藤太津朗 小池重房/久富惟晴 新八/遠藤憲一 清吉/山田良隆 梅屋/山田良樹 |
| SP1  | 9月28日        | 江戸城大騒乱! 将軍とおんな天一坊 （スペシャル1） | 小川英、蔵元三四郎       | 日高武治 | お千代/草笛光子 脇坂玄馬/川谷拓三 近藤伊勢守/佐藤慶 徳川家斉/岩井半四郎 徳川家慶/仲谷昇 お袖/高橋かおり 佐々木/伊吹剛 およね/春やすこ 荒木又八郎/外山高士 大黒屋/幸田宗丸 浦部駿河守/松本朝生 唐人/李一龍 千丸/草野康太 徳川政之助/小野隆 遠山景晋/中村錦司 堀田摂津守/若林豪 |
| 16   | 10月12日       | 仮面の女盗賊 半平を狙う                          | 本田英郎                 | 清水彰   | 間千代/宮園純子 神坂直知/有川博 青山忠良/鈴木智 夜嵐のお松/明日香尚 せん/岸雅 暗闇の鬼三/伊吹聡太朗 堀之政/唐沢民賢 定吉/河野実 留/濱田堅志 辰造/宮城幸生 |
| 17   | 10月19日       | 富くじに踊らされた悪女                           | 小川英、杉昌英           | 宮越澄   | 草野数馬/山本陽一 橘たか/渡辺千秋 杉野忠勝/勝部演之 蟹江/潮哲也 又五郎/宮口二郎 つる/弓恵子 三次/江端郁己 よしの/久仁亮子 草野新十郎/大木唔郎 女郎屋主/笹吾朗 やくざ/小船秋夫 やくざ/福本清三 代貸/遠山金次郎 又五郎の子分/細川純一 大工/畑中伶一 鳥居耀蔵/中村嘉葎雄         |
| 18   | 10月26日       | 夜空を飛んだ女の執念                             | 山田隆之                 | 宮越澄   | 佐和/白都真理 深尾兆安/西田健 笹乃屋利八/長谷川明男 きぬ代/原田千枝子 伊藤重清/芹沢名人 越前屋/水上保広 津坂織部/近藤準 菜穂/三浦徳子 権太/藤沢徹夫 |
| 19   | 11月2日        | ㊙大奥の女殺人者                                 | 本田英郎                 | 上杉尚祺 | 直次/石原良純 秋橋/南田洋子 滝川/池波志乃 すみ/丸山秀美 井筒屋/江幡高志 角九郎太/吉田豊明 後藤屋/瀬川新蔵 おりき/千うらら /浅田裕二 /内藤康夫 板前/藤長照夫 /玉生賢司 /滝野貴之                                                                                               |
| 20   | 11月9日        | 花火が見ていた悪の顔                             | 鈴木則文                 | 江崎実生 | お新/山本みどり 弥太/高岡健二 立花祐之進/山本紀彦 丹後屋/柴田侊彦 村瀬左近/内田勝正 藤兵衛/玉川伊佐男 筑前屋/北町嘉朗 仙吉/浜伸二 藤兵衛の子分/阿波地大輔 伊豆屋太兵衛/遠山金次郎 富蔵/出水憲司                                                                               |
| 21   | 11月16日       | 消えた犯人を探せ! 助っ人は年上の女               | 岡田正代                 | 江崎実生 | 室井玄庵/川合伸旺 近江屋/田口計 伊之吉/山口祥行 上州屋/森章二 大友源吾/黒部進 南海屋/河合絃司 八造/石倉英彦 お仲/小野朝美 手代/西山清孝 棟梁/和田昌也 大工/大矢敬典 室井の家臣/矢部義章                                                                                       |
| 22   | 11月23日       | 江戸ゆきさん殺人事件                             | 高橋稔、鈴木則文         | 江崎実生 | お秋/甲斐智枝美 安吉/西山浩司 武蔵屋/青木義朗 お糸/山村紅葉 鮫州の栄五郎/小島三児 お袖/日向明子 泉州屋/大木正司 鬼辰/岩城力也 マムシの権八/佐藤晟也 虎松/脇坂奎平 /島村晶子 芳蔵/溝田繁 /名引直寿 人足/藤長照夫 /志茂山高也                                                   |
| 23   | 11月30日       | さらば金さん、打首獄門!?                         | 小川英、胡桃哲           | 上杉尚祺 | 稲葉修理亮/近藤洋介 城所門之助/亀石征一郎 お美代/三浦リカ 三次/山西道広 仁助/下塚誠 千成屋/森幹太 文蔵/長谷川弘 清右衛門/西山嘉孝 源太/森下鉄朗 お時/西尾知香 長屋の住人/日高久 /藤本長史 北町同心/壬生新太郎 /北村明男 /松田吉博 /上野秀年 堀田摂津守/若林豪                 |

#### 第3シリーズ
| 話数 | 放送日         | サブタイトル                                         | 脚本               | 監督     | ゲスト出演者 |
| ---- | -------------- | ---------------------------------------------------- | ------------------ | -------- | --- |
| SP2  | 1990年 7月5日  | 大陰謀! 天下分け目の桜吹雪 （スペシャル2）           | 小川英、胡桃哲     | 宮越澄   | おしん/麻丘めぐみ 久我大和守/佐藤慶 大口屋/菅貫太郎 星野内膳/和崎俊哉 錦小路実麿/西沢利明 北村/成瀬正孝 百蔵/岩尾正隆 上野修理亮/高野真二 堀田摂津守/若林豪 鳥居甲斐守/中村嘉葎雄 |
| 1    | 7月12日        | お婆ちゃんの隠し財産を狙え!                          | 本田英郎           | 宮越澄   | お妙/畠田理恵 お島/風祭ゆき 藤井左馬助/川合伸旺 笹倉喜八/福田豊土 石川円心/山本昌平 丹波屋辰造/原口剛 佐八/吉田豊明 政吉/牧冬吉 おウメ/高橋芙美子 |
| 2    | 7月26日        | 怪盗の顔を見た!                                      | 土橋成男           | 松尾正武 | お絹/浅野愛子 阿久津兵馬/深江章喜 むささびの源蔵/草薙良一 井筒屋仁兵衛/外山高士 政吉/小川晃廣 房吉/広瀬義宣 定次郎/山本弘 清太郎/新城邦彦 寅松/出水憲 銀次/河本忠夫 車坂の惣兵衛/若山富三郎 |
| 3    | 8月2日         | 夫を売った女の秘密                                   | 藤井邦夫           | 上杉尚祺 | お園/三原じゅん子 今井織部正/内田勝正 坂上軍兵衛/堀田真三 篠原玄庵/中村孝雄 権三/森章二 千吉/草見潤平 源太/河野実 榊田竜之進/友金敏雄 /門田裕 /山田永二 近江屋/和田昌也 /川鶴晃裕 |
| 4    | 8月9日         | 罠に落ちた女の涙                                     | 本田英郎           | 斎藤光正 | お甲/松尾嘉代 小一郎/山本陽一 明石屋九郎兵衛/立川三貴 鳥山勘解由/亀石征一郎 幸兵衛/高城淳一 陣場仙十郎/石倉英彦 東作/相馬剛三 安/松川幸樹 北町同心/武井三二 |
| 5    | 8月23日        | 謎の美人幽霊                                         | 藤井邦夫           | 日高武治 | お袖/吉野真弓 源八/花沢徳衛 斉藤典膳/本郷直樹 竜吉/中田博久 お蝶/速水典子 岩本陣八郎/中田譲治 新次/竜川真 松蔵/田中弘史 市兵衛/中田光彦 医師/笹吾朗 正吉/小西山淳一 お島/鈴川法子 番頭/壬生新太郎 竜吉の子分/西山清孝 竜吉の子分/司裕介 |
| 6    | 9月6日         | 謎の千両! 二つの顔の真犯人                           | 高橋稔             | 松尾正武 | 安吉/六浦誠 お波/藤本恭子 板倉屋清蔵/田口計 彦坂軍十郎/宮口二郎 吉兵衛/小島三児 お松/水原まき お民/藤江リカ 宇之助/結城市朗 鉄次/有川正治 権八/阿波地大輔 池松/奈辺悟 お里/桑田範子 役人/笹木俊志 /窪田弘和 医者/蓑和田良太 |
| 7    | 9月20日        | 金さん富くじに当たる                                 | 小川英、蔵元三四郎 | 日高武治 | おその/志喜屋文 阿波屋茂兵衛/長谷川明男 田島勝之助/田中浩 作次/大木正司 磯吉/渡辺慎也 熊造/玉生司朗 用心棒/高並功 野次馬/志茂山高也 町人/矢部義章 町人/藤長照夫 |
| SP3  | 9月27日        | 江戸は燃えているか! 加賀百万石の陰謀 （スペシャル3） | 小川英、胡桃哲     | 江崎実生 | 日向内記/萬屋錦之介 九十九半助/小沢象 百蔵/岩尾正隆 美和/大場久美子 氏家頼母/大木実 蘭/朝比奈順子 曲芸師/海老一染之助・染太郎 栄屋/遠藤太津朗 義円/市川好郎 土井吉継/川浪公次郎 柴田/五十嵐義弘 三井/中村錦司 西条監物/有川正治 袈裟丸/宮城健太郎 千次/志茂山高也 杉村/大木聡 船頭/阿波地大輔 堀田摂津守/若林豪 鳥居甲斐守/中村嘉葎雄                                                               |
| 8    | 10月18日       | お目付桜の子守歌                                     | 岡田正代           | 斎藤光正 | おゆき/丸山秀美 相良源之進/松橋登 三河屋お秋/鈴鹿景子 尾張屋徳兵衛/久富惟晴 橘権十郎/高品剛 丹波屋伊太郎/大竹修造 常念/徳田興人 勘太/西尾塁 鉄/大矢敬典 釣り人/疋田泰盛 町人/泉好太郎 |
| 9    | 11月1日        | 尼僧に忍びよる黒い影                                 | 本田英郎           | 上杉尚祺 | 月心/春風ひとみ お辰/本阿弥周子 治助/工藤堅太郎 お光/蜷川香子 信州屋助蔵/石山律雄 陶東九郎/曽根晴美 梵天の虎/三角八郎 打根の三次/黒部進 橋本屋藤左衛門/小笠原弘 佐吉/上野秀年 |
| 10   | 11月8日        | 説教強盗の女                                         | 和久田正明         | 宮越澄   | おくま/朝丘雪路 田之助/品川隆二 備前屋/名和宏 丸屋/森幹太 井筒屋/江並隆 お染/久仁亮子 杢兵衛/牧冬吉 月之介/佐藤晟也 佐野屋/溝田繁 油問屋/和田昌也 油問屋/山田良樹 やくざ/池田謙治 |
| 11   | 11月15日       | 密入国のジャパユキさん                               | 岡田正代           | 松尾正武 | お夏/大空真弓 市蔵/多々良純 弥助/荒木しげる 備前屋吉兵衛/中田浩二 渡海屋伊右衛門/唐沢民賢 木崎市之進/伊吹聡太朗 田川勘右衛門/岩城力也 ジュリア/ジョイ・ターラー モニカ/ジェニー・ラファーエル マリア/ネネ・ソロモン 権蔵/井上茂 山科/五十嵐義弘 |
| 12   | 11月22日       | サギ師金さんの弟現わる!                              | 高橋稔             | 松尾正武 | 吉兵衛/桜木健一 お初/渡辺千秋 六右衛門/土屋嘉男 中津川将監/船戸順 美濃屋重兵衛/小林勝彦 左紋次/広瀬義宣 大黒屋/山口幸生 相模屋/宮城幸生 茂重/窪田弘和 大工/畑中伶一 |
| 13   | 11月29日       | 寛永寺炎上、危機一髪                                 | 小川英、北川哲史   | 上杉尚祺 | 伊勢屋伝兵衛/近藤洋介 仙太郎/大橋吾郎 おさえ/倉沢淳美 木曽屋惣佐衛門/有川博 土井下総守/高城淳一 秋田屋太郎左衛門/長谷川弘 諏訪典膳/金子研三 芳蔵/草見潤平 古谷/石倉英彦 上村/床尾賢一 佐野藩家臣/波多野博 材木奉行/疋田泰盛 配下/矢部義章 浪人/白井滋郎 堀田摂津守/若林豪 |
| 14   | 12月13日       | 逆玉の輿を狙った男                                   | 高橋稔             | 日高武治 | 熊五郎/長門勇 お弓/森恵 弥之助/横光克彦 松前屋宗兵衛/菅貫太郎 檜垣陣十郎/天野新士 土屋主水正/江見俊太郎 お妙/森野恵 善六/曾我廼家五九郎 お兼/御陵多栄子 豊春/鈴川法子 料亭の女将/丸平峯子 |
| 15   | 12月20日       | 消えた殺人者、美女の仇討!                            | 本田英郎           | 宮越澄   | 鈴木みき/二宮さよ子 片岡半太夫/清水章吾 石原弥十郎/浜田晃 加助/河合絃司 鉄之助/青井敏之 闇の藤太/滝譲二 幸兵衛/松田明 水茶屋の女将/三浦徳子 客/木下通博 堀田摂津守/若林豪 |
| SP4  | 12月27日       | 美女の陰謀! 関八州あばれ旅 （スペシャル4）           | 志村正浩、鈴木則文 | 江崎実生 | お島/梶芽衣子 国定忠治/中条きよし 平手造酒/寺田農 お紋/朝丘雪路 お千代/安永亜衣 江戸屋万蔵/川合伸旺 飯岡助五郎/亀石征一郎 松左衛門/桂ざこば 島村伊三郎/西田健 日光の円蔵/高品剛 嘉右衛門/北町嘉朗 土屋播磨守/原口剛 三っ木の文蔵/山内としお 神坂外記/佐古雅誉 直吉/石山雄大 大島内膳/久富惟晴 百蔵/岩尾正隆 銀次/堀田真三 伝兵衛/福岡正剛 蝮の権三/江端郁己 堀田摂津守/若林豪 鳥居甲斐守/中村嘉葎雄 |
| 16   | 1991年 1月24日 | 毒薬を買う女                                         | 和久田正明         | 日高武治 | おりは/竹井みどり お奈津/松本友里 山城屋倉次郎/南条弘二 俵屋宇之吉/田口計 奈良平/江藤漢 今朝三/浜伸詞 常次/原亮介 丈吉/大石源吾 福松/小谷豪純 源五郎/下元年世 町医者/和田昌也 やくざ/藤長照夫 |
| 17   | 1月31日        | 美人姉妹の七変化                                     | 土橋成男           | 上杉尚祺 | 若柳扇之丞/川中美幸 肥前屋十蔵/勝部演之 お涼/若山幸子 半五郎/山本昌平 源次/坂田金太郎 塚越武太夫/水上保広 小扇/武田京子 小染/保坂亜耶 甚兵衛/有島淳平 鉄造/久賀大雅 |
| 18   | 2月14日        | 奉行に悪女の罠!                                      | 本田英郎           | 松尾正武 | おりん/三原じゅん子 吾平/福田豊土 お辰/鈴鹿景子 宗伝九郎/中田博久 杉原角左衛門/早川研吉 長崎屋儀助/松本朝夫 竜/西田真吾 ふか七/阿波地大輔 玄九/加藤重樹 政/畑中伶一 権十/奔田陵 定吉/大迫英喜 鳥居甲斐守/中村嘉葎雄 |
| 19   | 2月21日        | お婆ちゃんの復讐                                     | 本田英郎           | 上杉尚祺 | おくら/中村美代子 遠州屋勘蔵/幸田宗丸 土屋将監/近藤宏 平田半兵衛/宮口二郎 権太/大前均 藤八/根岸一正 みき/菱田麻美 上総屋宗助/壬生新太郎 喜助/柴田善行 僧侶/武田文雄 |
| 20   | 2月28日        | 女房に誓った鬼十手                                   | 和久田正明         | 松尾正武 | 政五郎/佐藤允 小平次/橋本功 おしげ/山本郁子 橋之助/潮哲也 大歌女/藤江リカ 三国屋藤兵衛/近藤準 三之丞/吉中六 勘太郎/奈辺悟 与吉/福本清三 庄助/加藤照男 相模屋伝兵衛/蓑和田良太 無法者/小船秋夫 無法者/河本忠夫 政五郎の女房/香住美弥子 |
| 21   | 3月7日         | 偽装殺人! 左ききの少女                               | 小川英、山田貴美子 | 関本郁夫 | お勢/小野さやか 永井信濃守/御木本伸介 柏木屋佐兵衛/中田浩二 与次郎/西沢利明 滝蔵/立川三貴 甚五郎/北見唯一 お勢の父親/松田明 お花/仲さやか やくざ/福本清三 |
| 22   | 3月14日        | 京の姫君の妖しい誘惑                                 | 本田英郎           | 関本郁夫 | お志げ/藤奈津子 島村右近/和崎俊哉 幾造/小島三児 道明/曽根晴美 玉巻屋庄左衛門/高野真二 玉巻屋庄太/若尾哲平 紀十/石倉英彦 おこと/豊川博子 仁助/日高久 幸兵衛/入江慎也 若旦那/原亮介 徳助/丘路千 忠作/柴田善行 新三/山田永二 修験者/奔田陵 修験者/宮本浩光 修験者/諸鍛治裕太 男の子/西尾塁 |
| 23   | 3月21日        | 白い肌に謎の刺青                                     | 藤井邦夫           | 上杉尚祺 | お加代/伊藤智恵理 長次/睦五朗 天満屋徳兵衛/藤岡重慶 粂七/黒部進 鹿造/中田譲治 青木兵庫/出水憲 猪之吉/木谷邦臣 蜘蛛の清兵衛/波多野博 火の番/東孝 遊び人/小峰隆司 浪人/志茂山高也 |
| 24   | 3月28日        | 闇の上納金! 遠山桜最後の勝負                         | 小川英、蔵元三四郎 | 宮越澄   | 徳川政之助/坂上忍 大和田肥後守/近藤洋介 玉屋市郎兵衛/中野誠也 井野/菅貫太郎 お袖/中野みゆき 吉太郎/沖田さとし 熊造/福山升三 佐吉/荻原郁三 幕閣/中村錦司 幕閣/有島淳平 幕閣/和田昌也 幕閣/高谷舜二 熊造の手下/藤沢徹夫 熊造の手下/井上昭 侍/須賀章 出店の親父/内藤康夫 小女/名本忍 掘田摂津守/若林豪                                                                                                 |

#### 単発スペシャル（1991年）
| 話数 | 放送日          | サブタイトル                             | 脚本           | 監督   | ゲスト出演者 |
| ---- | --------------- | ---------------------------------------- | -------------- | ------ | --- |
| SP5  | 1991年 10月10日 | 江戸城転覆! 女忍者の復讐 （スペシャル5） | 小川英、胡桃哲 | 宮越澄 | お藤/原日出子 幻夢/菅貫太郎 山城屋角兵衛/三遊亭圓歌 むささびの天兵/宮口二郎 武助/河合絃司 駒吉/崎津隆介 門倉/波多野博 清次/須賀章 鳴海屋/有島淳平 鳴海屋の妻/真鍋美保 用心棒/木下通博 同心/山田永二 瓢箪の客/泉好太郎 瓢箪の客/大矢敬典 少年/奥田茂樹 少女/保田恵梨 髪結/窪田弘和 風魔一族/加藤照男 風魔一族/井上昭 風魔一族/宮本義之 鳥居甲斐守/中条きよし 堀田摂津守/若林豪 お竜/斉藤慶子 吉川瓢兵衛/ケーシー高峰 轟沢庵/石立鉄男 |

（注）木曜19:00 - 20:24の放送。レギャラー出演者は1ヶ月後開始の第4シリーズに準拠。

#### 第4シリーズ
| 話数 | 放送日         | サブタイトル                 | 脚本               | 監督     | ゲスト出演者 |
| ---- | -------------- | ---------------------------- | ------------------ | -------- | --- |
| 1    | 1991年 11月7日 | 覗かれた尼寺                 | 和久田正明         | 上杉尚祺 | お吉/野川由美子 千石屋万造/和崎俊哉 鹿蔵/石山律雄 旭月院/佐野アツ子 月之丞/岩尾正隆 妙春尼/川村一代 遊八/倉田健 法身尼/日高久美子 力松/鵜口了一 牛吉/幸英二 小麗尼/和気千枝 商家主/小峰隆司 |
| 2    | 11月14日       | 金さんの隠し子!?             | 藤井邦夫           | 上杉尚祺 | 黒澤左馬助/中野誠也 亀屋清蔵/田口計 お夏/湯原弘美 仙八/でんでん 弥吉/伊吹聡太朗 五平/岩城力也 松葉屋文左衛門/中田光彦 ごろんぼ/阿波地大輔 ごろんぼ/池田謙治 お島/鈴川法子 黒澤の父/笹木俊志 伝七/司裕介 お町/前川恵美子 弔問客/中村錦司 平六/河本忠夫 手代/松尾裕之 治助/峰蘭太郎                                                                   |
| 3    | 11月21日       | 神隠しから戻った美女         | 鈴木則文           | 日高武治 | 大和屋彦右衛門/織本順吉 西国屋藤兵衛/青木義朗 おきぬ/風祭ゆき お糸/浅野愛子 渋川半兵衛/原口剛 辰五郎/佐藤晟也 巳之吉/竜川真 清吉/藤井裕士 銀造/稲健二 お竹/武田晶子 瓦版屋/上野秀年 少女/田中千絵 少女/西村香織 |
| 4    | 11月28日       | 占いを信じた女               | 藤井邦夫           | 江崎実生 | 鶴屋徳兵衛/近藤洋介 お園/日下由美 矢吉/西山浩司 才造/成瀬正孝 万平/森章二 近藤平八郎/黒部進 医師/山村弘三 伊助/西山清孝 お兼/丸平峯子 町娘/保坂亜耶 町娘/加藤貴子 町娘/多田昌世 町娘/吉田景衣子 浪人/森山陽介 番人/藤枝政巳 市松/設楽千穂 長屋のカミさん/稲垣陽子                                                                                   |
| 5    | 12月12日       | 二度誘拐された女             | 和久田正明         | 江崎実生 | 伏見屋/品川隆二 お浜/本阿弥周子 お七/中野みゆき 若松屋/長谷川明男 徳治郎/冷泉公裕 直八/山口祥行 覚全/佐藤京一 日照/伴勇太郎 月山/杉山幸晴 杉作/吉野隆三 貞吉/原亮介 |
| 6    | 12月19日       | 大奥騒乱! 千両箱の罠         | 本田英郎           | 日高武治 | お甲/赤座美代子 重ノ井/沢たまき 八州屋伝蔵/青山良彦 陣場弥十郎/田中浩 多十/高品剛 政吉/幸田宗丸 伊那屋千吉/江並隆 千成屋利八/大木晤郎 茂助/志茂山高也 夜番/椿竜二 お咲/小林鈴賀 |
| 7    | 1992年 1月9日  | 狙われた生き証人             | 藤井邦夫           | 松尾正武 | 忠助/坂上二郎 安藤帯刀/亀石征一郎 お縫/山本ゆか里 木村平蔵/江幡高志 橘屋彦兵衛/伊吹聡太朗 大高竜之進/石倉英彦 京極備前守/西山辰夫 伊助/岡田洪志 お美代/小野恵未 梅屋/遠山金次郎 浪人/床尾賢一 浪人/井上昭 老人足/有島淳平 幼な子/宮崎嗣久 |
| 8    | 1月16日        | 素浪人 最後の勝負            | 鈴木則文           | 牧口雄二 | 花山大四郎/梅宮辰夫 お菊/北原佐和子 内藤頼母/西田健 肥前屋嘉兵衛/遠藤太津朗 鮫洲の政吉/長谷川弘 亀五郎/有川正治 福江藩家老/丘路千 源次/笹木俊志 新二郎/長尾豪二郎 長吉/新島愛一郎 篠原数馬/峰蘭太郎 旦那/田井克幸 巫女/藤間勘千代次 巫女/二宮幸子 巫女/西山梨絵 おみよ/神原千恵                                                                     |
| 9    | 1月23日        | 悪事を働く形見の十手         | 小川英、胡桃哲     | 牧口雄二 | お冬/東啓子 柏原伊勢守/川合伸旺 木枯らしの権三/斎藤洋介 鏑木右京/坂田金太郎 新蔵/山田良樹 越中屋/蓑和田良太 権三の手下/木谷邦臣 権三の手下/福本清三 権三の手下/奔田綾 権三の手下/滝野貴之 磯吉/浅田祐二 |
| 10   | 1月30日        | 美しい女医と記憶喪失の男     | 猪又憲吾、亜槍文代 | 松尾正武 | 杉田悠/剣幸 東山国治/垂水悟郎 お連/鈴鹿景子 正吉/永井秀和 橘祥之助/中田博久 宗助/奈辺悟 辰平/壬生新太郎 伊勢屋/泉好太郎 お糸/桑田乃梨子 屋台のおやじ/大河内宏太郎 職人/畑中伶一 旦那/福中勢至郎 髪結い/近藤孝子 長屋のかみさん/藤本和美 |
| 11   | 2月6日         | 殺人者は振り袖の美女         | 鈴木則文           | 上杉尚祺 | 小山田平左衛門/西川きよし お仙/黒田福美 永代の喜代蔵/深江章喜 坂東紋次郎/荒木しげる 片岡菊弥/片桐光洋 留次郎/村田正雄 兼松/山内としお 甲州屋仁兵衛/西田良 まむしの権八/稲吉靖司 亀吉/細川純一 源太/浜田隆広 男衆/川鶴晃裕 お竹/上田こずえ 瓦版屋/北村明男                                                                                           |
| 12   | 2月13日        | 仕組まれた逆玉の輿           | 藤井邦夫           | 上杉尚祺 | お菊/水野真紀 湊屋八兵衛/井上昭文 鈴木主膳/北町嘉朗 山田信八郎/佐古雅誉 小柳十郎/浜伸詞 三枝数馬/浦野真彦 行商/中村錦司 女郎屋の主人/小峰隆司 小間物屋/新橋伸介 用心棒/白井滋郎 用心棒/矢部義章 用心棒/鈴木修平 用心棒/辻本晃良 中間/司裕介 女郎屋の客/佐々木紳二 鈴木の家来/河本忠夫 船頭/大矢敬典                                                 |
| 13   | 2月20日        | 貞女が毒婦になるとき         | 鈴木則文           | 宮越澄   | お藤/二宮さよ子 沼崎庄三郎/河原崎次郎 梵天辰五郎/市川好郎 片桐求馬/本郷直樹 渡海屋重兵衛/江見俊太郎 おえん/久仁亮子 お役者松之丞/井上高志 鮫造/宮城健太郎 村木主膳/滝譲二 おたま/桂木麻智 泥亀/藤沢徹夫 伊之吉/西山清孝 酔客/松田吉博 飲み屋の女/川本チフミ                                                                                         |
| 14   | 2月27日        | お目付け桜に惚れたひと       | 岡田正代           | 宮越澄   | お加代/お篠/木村理恵 大城屋与兵衛/伊吹剛 伍助/工藤堅太郎 結城源右衛門/外山高士 若狭屋伊左衛門/小島三児 陣場一之進/五味龍太郎 /東竜子 桂木/小坂和之 矢場の客/志茂山高也 瓢箪の客/藤長照夫 酒屋の亭主/泉好太郎 矢場の客/内藤康夫 男/上野秀年 |
| 15   | 3月5日         | 覗かれた砂絵の女             | 本田英郎           | 斎藤光正 | おもん/加賀まりこ 水野頼正/玉川伊佐男 大滝軍兵衛/内田勝正 鱶七/曽根晴美 庄太/草野康太 岡場所の女/清水早百合 岡場所の女/御崎真美 幼年の庄太/諸見里安誠 幸助/波多野博 地廻り/池田謙治 地廻り/木下通博 地廻り/小船秋夫 |
| 16   | 3月12日        | 天誅暗殺団を狙う美人芸者     | 鈴木則文           | 斎藤光正 | 染太郎/神崎愛 加賀屋長兵衛/川合伸旺 堺弥一郎/鷲生功 丸橋半蔵/宮口二郎 伊豆屋嘉右ヱ門/穂高稔 馬島蘭堂/立川三貴 甲庸鉄/きくち英一 宗田幽玄/阿波地大輔 三河屋/笹木俊志 蓬来屋/有島淳平 杉浦忠斎/遠山金次郎 商人/疋田泰盛 商人/壬生新太郎 /大矢敬典 鳥居甲斐守/中条きよし                                                                               |
| 17   | 4月9日         | 大金を猫ばばした母と娘       | 和久田正明         | 江崎実生 | お富/朝丘雪路 不知火十左/原田清人 お夏/田中雅子 蓑助/頭師孝雄 吉次/伊藤高 花岡風月/早川雄三 牛吉/根岸一正 櫓下の権八/遠藤憲一 彦六/宮城幸生 伊三次/峰蘭太郎 和兵衛/和田昌也 酔っ払い客/浅田祐二 酔っ払い客/藤枝政巳 |
| 18   | 4月23日        | 奉行暗殺! 長崎の女           | 藤井邦夫           | 宮越澄   | 篠原梢/杉田かおる 和泉屋徳兵衛/睦五朗 十蔵/高品剛 早坂兵部/小沢象 善助/幸田宗丸 永井肥前守/川浪公次郎 本田豊後守/疋田泰盛 大塚内膳/新城邦彦 老百姓/高谷舜二 女客/星野美恵子 丁稚/奥田茂樹 鳥居甲斐守/中条きよし 堀田摂津守/若林豪 |
| 19   | 4月30日        | 穴蔵の謎 炎に消えた千両箱    | 小川英、杉昌英     | 江崎実生 | 太助/宮内洋 おあき/東千晃 赤猫の佐平/菅貫太郎 権造/黒部進 美濃屋/入江慎也 与五郎/勝村淳 伊吉/青井敏之 熊/田中勲 三郎/中川峰男 市松/土井健守 /司裕介 /窪田弘和 |
| 20   | 5月7日         | 妻を売った武士               | 石松愛弘           | 日高武治 | 桐生一郎太/沖田浩之 江戸屋作蔵/遠藤太津朗 河合主膳/和崎俊哉 百合/永光基乃 おつや/武田京子 虎次/伊吹聡太朗 仙吉/佐藤好広 若い男/新島愛一朗 相模屋彦兵衛/波多野博 |
| 21   | 5月21日        | 地獄から帰ってきた女         | 小川英、胡桃哲     | 日高武治 | お時/芦川よしみ 虎三/近藤洋介 巳之吉/中田博久 一蔵/うえだ峻 辰之助/芹沢名人 大橋/原田功 五助/中田光彦 春木屋/徳田興人 おぬい/丸平峯子 お時の父親/森下鉄朗 お時の母親/星野美恵子 親爺/遠山金次郎 飛脚/石原耕 |
| 22   | 5月28日        | 蒸発した六人の娘             | 藤井邦夫           | 平田博志 | おちよ/斉藤慶子 蓑吉/誠直也 瓦版屋/桂ざこば 水野越前守/御木本伸介 雲海/大場順 大野修蔵/田中浩 お甲/風間舞子 了善/坂田金太郎 賭場の隠居/福山升三 初老の男/蓑和田良太 主人/松田明 番頭/日高久 手代/西村龍弥 用心棒/木谷邦臣 用心棒/小谷浩三 大店の娘/中村典子 大店の娘/泉千夏 大店の娘/長瀬有紀子 大店の娘/河合綾子 大店の娘/堀佳恵 堀田摂津守/若林豪 |
| 23   | 6月4日         | 恐怖の稲妻! 消えた殺人者     | 鈴木則文           | 上杉尚祺 | おぎん/清川虹子 勇吉/石原良純 長崎屋儀兵衛/大出俊 お光/渡辺ちあき 聖天の松五郎/長谷川弘 弁天政/森章二 鎌イタチの辰/谷口孝史 まむしの権次/細川純一 お相撲竹/阿波地大輔 巽鬼十郎/白川浩二郎 嘉助/五十嵐義弘 三浦屋太兵衛/加治春雄 おちか/木村美季 茶屋の女将/鈴川法子 女の子/小林鈴賀 堀田摂津守/若林豪                                               |
| 24   | 6月11日        | 百両の夢! 殺しの美人くらべ   | 猪又憲吾、亜槍文代 | 上杉尚祺 | お美代/海野圭子 伊之助/西山浩司 尾張屋七兵衛/小林勝彦 嘉助/遠藤征慈 辰吉/岩尾正隆 早川小六/森幹太 八重/伊藤葉子 かわら版屋/上野秀年 深川丼の主人/遠山金次郎 娘の父親/矢部義章 娘の母親/富永佳代子 尾張屋の手代/吉野隆三 お美代の母親/前川恵美子 少女のお美代/尾布利花                                                                               |
| 25   | 6月18日        | 裏切りの矢! 八丈島から来た女 | 鈴木則文、本田英郎 | 宮越澄   | お島/東てる美 杉原武太夫/中田浩二 お十夜源兵衛/原口剛 新三/大木正司 くめ/三浦徳子 天真/町田政則 虎吉/福本清三 猿丸/佐藤好広 芳造/有島淳平 お千代/西野栄里子 お千代/絵衣良子 少女/古谷美奈 |
| 26   | 7月2日         | ニセ鼠小僧が覗いた完全犯罪   | 鈴木則文           | 宮越澄   | 寅吉/新田純一 お小夜/吉野真弓 赤江図書頭/久富惟晴 木曽屋重左衛門/浜田晃 紀州屋総兵衛/外山高士 呑龍斎天山/旭堂小南陵 暗闇の弥藤次/佐藤京一 宇津木内膳/中村孝雄 用心棒/高並功 /西山清孝 茂兵衛/山本弘 堀田摂津守/若林豪 |

#### 単発スペシャル（1992年）
| 話数 | 放送日         | サブタイトル                                 | 脚本           | 監督     | ゲスト出演者 |
| ---- | -------------- | -------------------------------------------- | -------------- | -------- | --- |
| SP6  | 1992年 9月24日 | 江戸城転覆! 覗かれた赤毛の女 （スペシャル6） | 小川英、胡桃哲 | 日高武治 | お蘭/美保純 黒木兵庫/原田大二郎 大貫備前守/中尾彬 相模屋徳兵衛/田口計 藤倉/成瀬正孝 お甲/遠藤真理子 お千/山村紅葉 石出帯刀/高野真二 高橋景保/松本朝生 浪人/阿波地大輔 浪人/五十嵐義弘 浪人/鈴木修平 中川与三郎/竜川真 蘭学者/波多野博 町人/せのおともあり 町人/畑中伶一 提督/ギャンナ・カラバイン 水茶屋の主人/新橋伸介 用心棒/白井滋郎 用心棒/西山清孝 漁師/小坂和之 通辞/志茂山高也 人足/小峰隆司 人足/重伸行 人足/藤長照夫 御家人/河本忠夫 御家人/奔田陵 お竜/斉藤慶子 葉隠弦之介/小西博之 番場一朗太/前田耕陽 水木新吾/東山紀之 吉川瓢兵衛/ケーシー高峰 轟沢庵/石立鉄男 鳥居甲斐守/中条きよし 堀田摂津守/若林豪 |

#### 第5シリーズ
| 話数 | 放送日        | サブタイトル                 | 脚本               | 監督     | ゲスト出演者 |
| ---- | ------------- | ---------------------------- | ------------------ | -------- | --- |
| 1    | 1993年 3月4日 | 桜吹雪が泣いた!              | 小川英、井川公彦   | 日高武治 | 笹木辰之進/布施明 綾乃/中野良子 森谷美濃守/青木義朗 岩見内膳/内田勝正 南海屋徳兵衛/小林勝彦 伊勢屋久左衛門/唐沢民賢 仁吉/江幡高志 小野但馬守/水上保広 座頭/徳田興人 堀田摂津守/若林豪                                                                                                 |
| 2    | 3月11日       | お婆ちゃんは見た             | 鈴木則文           | 関本郁夫 | お杉/園佳也子 大村重兵衛/和崎俊哉 とびっちょの銀次/長岡尚彦 おきみ/武田京子 猿渡甚内/曽根晴美 大崎弥十郎/宮口二郎 巽喜十郎/関根大学 権造/有川正治 猫六/町田政則 桜湯の客/今井麻美子 桜湯の客/水木愛 遠州屋の番頭/小坂和之 子供/山口雄太 子供/山下慎司                                 |
| 3    | 3月18日       | 狙われた女盗賊               | 本田英郎           | 斎藤光正 | お辰/渡辺典子 霧の由兵衛/土屋嘉男 加助/三谷昇 三州の万造/浜田晃 仙三/山内としお 相州の源次/中田博久 大原/吉田豊明 長吉/入江武敏 用心棒/笹木俊志 役人/福本清三 桜湯の客/泉好太郎 万造の子分/池田謙二 万造の子分/矢部義章 駿河屋/遠山金次郎                                             |
| 4    | 4月15日       | 無実の罪に泣く女             | 藤井邦夫           | 日高武治 | お雪/杉田かおる 島田順之助/誠直也 水野精十郎/佐藤仁哉 市川三之丞/原口剛 松浪彦次郎/遠藤征慈 お町/中尾麻祐子 岡田豊蔵/稲吉靖司 石出帯刀/疋田泰盛 源兵衛/衰和田良太 水茶屋の主人/宮城幸生 飯屋主人/和田昌也 小間物屋/波多野博 町医者/窪田弘和                                           |
| 5    | 4月22日       | 嫁と舅とお目付桜             | 岡田正代           | 関本郁夫 | お美津/岡まゆみ 大和屋嘉兵衛/伊吹剛 多治見市之丞/宮内洋 お仲/朝比奈順子 大和屋伊右衛門/鈴木智 夜鷹/山村紅葉 銀造/堀田真三 和助/朝日完記 按摩/タンクロー 俵屋惣兵衛/有島淳平 権田/福本清三 大和屋番頭/壬生新太郎                                                                       |
| 6    | 4月29日       | 涙の仇討! 二度裏切られた女   | 藤井邦夫           | 斎藤光正 | 三枝千草/藤田佳子 三枝和馬/鷲生功 村田主膳/西田健 桂木清秀/玉川伊佐男 橘屋源蔵/岩尾正隆 榊原図書/中田浩二 岩井仙十郎/中村孝雄 原口竜之進/石倉英彦 六助/阿波地大輔 常吉/五十嵐義弘 平吉/大矢敬典 彦七/河本忠夫 寄子/西山清孝 寄子/畑中伶一 船頭/疋田泰盛 奉公人/和歌林三津江 /鈴川法子 |
| 7    | 5月13日       | 殺し屋を狙う謎の若君         | 藤井邦夫           | 宮越澄   | 石川総之助/井上純一 お糸/本田理沙 井筒屋仙右衛門/睦五朗 朝吉/市川好朗 勇次/倉田健 寅吉/森章二 飯屋の女将/丸平峯子 文三/谷口孝史 正吉/司裕介 海老屋十助/波多野博 近江屋八兵衛/和田昌也 古着屋/泉好太郎 吉原のおかみ/星野美恵子 /稲垣陽子 堀田摂津守/若林豪                             |
| 8    | 5月20日       | 白い肌に溺れた与力           | 鈴木則文、笠井和弘 | 宮越澄   | お凉/北原佐和子 兵藤外記/川合伸旺 綾小路運慶/立川三貴 妙玄/久富惟晴 お滝/三島ゆり子 桂月/久仁亮子 長屋の住人/入江慎也 信者/志茂山高也 駿河屋政右衛門/壬生新太郎 常/大矢敬典 瓦版屋/上野秀年                                                                                           |
| 9    | 6月3日        | 花嫁に化けた女目明し         | 鈴木則文           | 上杉尚祺 | 投げ縄お俊/大沢逸美 眼力の国蔵/小林昭二 武州屋嘉兵衛/有川博 鮫州の政五郎/伊吹聡太朗 寅辰/佐藤京一 木曽屋清右衛門/高野真二 お雪/秋月美有紀 お小夜/桂木麻智 用心棒/五十嵐義弘 木曽屋手代/小坂和之 政五郎の子分/細川純一 政五郎の子分/河本忠夫 堀田摂津守/若林豪                         |
| 10   | 6月17日       | 牢獄に放火する女             | 本田英郎           | 上杉尚祺 | おりん/二宮さよ子 酒井修理/長谷川明男 大原総八/石山律雄 迫吾平/赤塚真人 太田庄兵衛/頭師佳孝 虎八/坂田金太郎 およし/前野有香 六助/峰蘭太郎 房五郎/白川浩二郎 了念/杉山幸晴 浄雲/武田文雄 又七/浅田祐二                                                                                 |
| 11   | 6月24日       | 公金を横領した武士の妻       | 鈴木則文           | 日高武治 | 八重/一色彩子 尾形栄之助/冷泉公裕 田宮十三郎/横光克彦 赤不動の伝蔵/深江章喜 権藤兵庫/本郷直樹 お粂/林優枝 猪之松/下元年世 鬼八/阿波地大輔 丹羽忠高/白井滋郎 千鳥太夫/丹羽美奈子 屋台の親爺/宮城幸生 銀造/池田謙治 元高島藩士/西山清孝 元高島藩士/小谷浩三 元高島藩士/岡田和範         |
| 12   | 7月1日        | 女の闘い! 風呂屋乗っ取りの罠 | 岡田正代           | 宮越澄   | お三輪/川島なお美 近江屋宗右衛門/福田豊土 相模屋与七/内田直哉 お勝/松井紀美江 但馬伝五郎/五味龍太郎 お陸/小柳圭子 元相模屋の後家/北川めぐみ 仁造/福本清三 鉄/奔田陵 お幾/星野美恵子 瓦版屋/窪田弘和 酒屋の親父/和田昌也                                                               |
| 13   | 7月8日        | 覗かれた天女の肌             | 猪又憲吾           | 原田雄一 | お銀/蜷川有紀 菅谷文之進/森川正太 笠間帯刀/近藤洋介 三河屋佐兵衛/工藤堅大良 大垣伝蔵/石山雄大 黒田又十郎/きくち英一 浅吉/笹木俊志 お玉/吉川加良子 山城屋万造/壬生新太郎 忠兵衛/山田良樹 お清/富永佳代子 ツボ振り/藤長照夫                                                             |
| 14   | 7月15日       | 浮世絵連続殺人!              | 鈴木則文、笠井和弘 | 平田博志 | お静/大場久美子 美濃吉/大橋吾郎 歌川国春/菅貫太郎 京華堂栄三郎/河原崎建三 羅門大膳/高品剛 おみね/近江輝子 千代菊/塚本加成子 佃の猪之吉/河野実 歌川貞月/入江武敏 花蝶/田辺ひとみ 忠吉/窪田弘和 半次/矢部義章 用心棒/司裕介 桜湯の客/星野美恵子                                         |
| 15   | 7月22日       | 桜吹雪の刺青をいれた女       | 藤井邦夫           | 日高武治 | お紋/光本幸子 お千代/市丸和代 升屋長五郎/小島三児 関口刑部/原口剛 桑原源之進/黒部進 伸吉/土井健守 奥村勘左衛門/浜田雄史 次郎八/北見唯一 神田備中守/芝本正 幸吉/岡田典丈 職人/竹内康裕 職人/浅田祐二 茶店の女/勇家寛子 人足/松田吉博 居酒屋の客/上野秀年 船宿の女中/上野聡子           |
| 16   | 7月29日       | 獄門台から逃れた男と女       | 藤井邦夫           | 平田博志 | お澄/黒田福美 尾張屋源左衛門/滝田裕介 焼津の千吉/佐藤仁哉 矢助/岩尾正隆 飲み屋の親父/村田正雄 虎三/浜伸詞 白田屋/中嶋俊一 /白井滋郎 白田屋番頭/波多野博 船頭/大矢敬典 古道具屋/東孝 柳屋/志茂山高也                                                                                   |
| 17   | 8月19日       | 花の吉原 二つの顔をもつ女    | 和久田正明         | 松尾正武 | おすみ/越智静香 玉屋宗兵衛/亀石征一郎 愛染太夫/大塚良重 宇三郎/山西道広 お鹿/荒木雅子 新助/荻野純一 小山田平助/長谷川弘 小紅/想野まり 喜平/大木晤郎 七之助/新島愛一朗 幸兵衛/蓑和田良太 駿府町奉行/遠山金次郎 巴屋/有島淳平 吉原芸者/藤間富陽 吉原芸者/藤間勘聡次 吉原芸者/小野恵末   |
| 18   | 8月26日       | 外国船に潜入した女           | 石松愛弘           | 原田雄一 | あや/早乙女愛 桑山文次郎/田中隆三 西国屋甚兵衛/天田俊明 梶原伊勢守/中野誠也 柿崎玄之丞/井上高志 楓の方/藤悦子 オランダ船長/ギアンナ・キャラバイン 英斎/疋田泰盛 加平/小峰隆司 音吉/木下通博 桑山真吾/浅田祐二 おたつ/鈴川法子                                                         |
| 19   | 9月2日        | 大奥に消えた殺人者           | 鈴木則文           | 吉川一義 | 佐吉/沖田浩之 萩尾の方/鈴鹿景子 お登勢/田中雅子 高田屋治兵衛/久富惟晴 柿田陣十郎/曽根晴美 沢村清十郎/草川祐馬 唐木玄馬/西田良 浪路/鈴木景子 沢村歌之丞/野土晴久 嘉平/小峰隆司 増吉/松尾裕之 呼び込み/石原耕 堀田摂津守/若林豪                                                         |
| 20   | 9月9日        | 狙われた遠山奉行             | 藤井邦夫           | 吉川一義 | 宮本平八郎/渡辺裕之 兵藤帯刀/平泉成 升屋重五郎/外山高士 お妙/塚田きよみ 片山敬之進/遠藤征慈 老人/岩田直二 神崎周蔵/加賀邦男 村田一角/木谷邦臣 升屋番頭/大矢敬典 大内清兵衛/山田良樹 口入れ屋/池田謙次 /西山清孝                                                                       |
| 21   | 9月16日       | 裏切った悪女!                | 鈴木則文、松宮信男 | 松尾正武 | 染香/芦川よしみ 黒田主水正/大出俊 肥前屋宗右衛門/御木本伸介 南条竜之進/南条弘二 清蔵/宮口二郎 中島大三郎/伊庭剛 坂井甚十郎/福本清三 用心棒/志茂山高也 用心棒/福中勢至郎 梵天の佐吉/石井洋充 南町同心/加藤重樹                                                                         |
| 22   | 9月23日       | 旗本残酷物語 いれずみ侍の涙  | 石松愛弘           | 関本郁夫 | 須貝平九郎/羽賀研二 須貝英左衛門/垂水悟郎 荒尾能登守/川合伸旺 須貝英之進/鷲生功 おきく/古柴香織 大黒屋長五郎/江見俊太郎 島田左門/梅沢昇 越後屋清兵衛/寺下貞信 吉蔵/広瀬義宣 瀬川陣内/笹木俊志 浪人/木下通博 浪人/司裕介                                                               |
| 23   | 10月21日      | 笹舟の謎! 歩いてきた幽霊     | 藤井邦夫           | 宮越澄   | お菊/山本みどり 文七/丹波義隆 島田監物/北町嘉朗 木曽屋善右衛門/中田浩二 茂造/江幡高志 村上平蔵/石倉英彦 水沢松之進/有川正治 源次/滝譲二 老爺/岩城力也 正太/山崎大聖 平吉/森山陽介 人足の親方/遠山金次郎 居酒屋の客/藤沢徹夫                                                           |
| 24   | 10月28日      | 馬と下郎と大福餅             | 本田英郎、鈴木則文 | 関本郁夫 | 甚平/本田博太郎 根本貞左衛門/品川隆二 兵藤勘解由/成瀬正孝 黒川伝十郎/宮内洋 闇の鬼三郎/高城淳一 おえん/津島令子 助三/若山騎一郎 宮田源之助/桐山浩一 畑中忠左衛門/五十嵐義弘 白狐の三次/矢部義章 剛田/小坂和之 木崎/高木英一                                                           |
| 25   | 11月4日       | 罠にはまった盗賊夫婦         | 藤井邦夫           | 松尾正武 | 文吉/阿藤海 宗像道庵/遠藤太津朗 伝蔵/立川三貴 お順/永光基乃 長崎屋藤兵衛/芝本正 平吉/新島愛一朗 飯田和之助/有川正治 才次/加藤重樹 伝八/小船秋夫 湊屋/遠山金次郎 茂助/波多野博 玉泉堂/和田昌也 湊屋の人足/笹木俊志 長崎屋番頭/窪田宏和 中間/木下通博 中間/床尾賢一                     |
| 26   | 11月11日      | 若年寄を救った女             | 鈴木則文           | 日高武治 | おとき/辻沢杏子 大島右京亮/山田吾一 紀州屋武兵衛/田口計 仙吉/山口祥行 天城の政五郎/宮口二郎 如月弥十郎/高品剛 矢部/川浪公次郎 堂本源内/福本清三 政五郎の子分/武井三二 浪人/小坂和之 政五郎の子分/西山清孝 政五郎の子分/藤沢徹夫 堀田摂津守/若林豪                                     |
| 27   | 11月18日      | 富くじ千両大からくり         | 国弘威雄           | 日高武治 | 宇之吉/柴田侊彦 的場新左衛門/菅貫太郎 お光/志喜屋文 お仙/浅見美那 難波屋藤兵衛/福山象三 米吉/唐沢民賢 坂田主膳/高並功 千造/大矢敬典 源太/細川純一 猪蔵/小峰隆司 おかん/丸平峯子 清兵衛/宮城幸生 余市/岡田典丈 赤ん坊/池田拓也                                                         |
| 28   | 11月25日      | 過去を背負った二人の女       | 国弘威雄           | 宮越澄   | お葉/南條玲子 おりん/日下由美 相模屋利市/和崎俊哉 喜助/河原崎次郎 長次/遠藤憲一 常吉/沖田さとし 秋葉/吾羽七朗 お春/河合綾子 上総屋清兵衛/藤沢徹夫 長屋のかみさん/富永佳代子 ならず者/木谷邦臣 ならず者/矢部義章 ならず者/加藤三彦                                                     |
| 29   | 12月2日       | 満月の夜に人妻が襲われる!    | 和久田正明         | 松尾正武 | お力/立花理佐 お浜/藤奈津子 七之助/片岡弘貴 彦次郎/下塚誠 玄海/大木正司 お政/三浦徳子 了徳/杉山幸晴 小文太/上野秀年 お福/藤田むつみ 鮫三/阿波地大輔 室町屋番頭/有島淳平 捨松/河本忠夫 千成屋/疋田泰盛 女郎屋の主人/衰和田良太 七之助/畑中伶一                                         |
| 30   | 12月9日       | 恐怖! 地震があばいた悪の顔   | 鈴木則文、松宮信男 | 宮越澄   | 榊原帯刀/木村元 木曽屋宗兵衛/青木義朗 桂木新八郎/荒木しげる 豊竹綾之丞/森崎めぐみ 千蔵/杉義一 鮫島弥十郎/佐藤京一 川藤/阿波地大輔 藤之丞/桑名優香 用心棒/笹木俊志 /細谷千絵 おみね/星野美恵子 政五郎/有島淳平 /高見裕二 /吉野隆三 /前川恵美子 瓦版屋/北村明男                         |
| 31   | 12月16日      | 帰ってきた暴れん坊           | 猪又憲吾           | 日高武治 | 源太/清水健太郎 成島頼母/西田健 およう/松本友里 角屋徳造/浜田晃 小助/岩尾正隆 真岡十郎/秋間登 浅吉/土井健守 浪人/池田謙治 /小船秋夫 富田屋吉兵衛/宮城幸生 /志茂山高也 堀田摂津守/若林豪                                                                                               |

#### 第6シリーズ
| 話数 | 放送日         | サブタイトル       | 脚本                 | 監督     | ゲスト出演者 |
| ---- | -------------- | ------------------ | -------------------- | -------- | --- |
| 1    | 1994年 6月9日  | ㊙️大奥女中謎の死   | 鈴木則文             | 日高武治 | お菊/本田理沙 松橋/本阿弥周子 浜田屋嘉兵衛/遠藤太津朗 久世勘解由/原田清人 お島/大原ますみ 萩乃/松井紀美江 八重/小牧彩里 闇の久蔵/野口貴史 運慶/北村晃一 高利貸/疋田泰盛 使番/新島愛一朗 和島喜十郎/福本清三 島田十左衛門/小坂和之 運慶の配下/杉山幸晴 /有島淳平 鳥居甲斐守/中村嘉葎雄 堀田摂津守/若林豪     |
| 2    | 6月23日        | 堅ぶつ侍と不良母   | 鈴木則文             | 関本郁夫 | 艶/野川由美子 大庭弥太郎/鷲生功 美鈴/北原佐和子 宗兵衛/睦五朗 喜代蔵/佐藤京一 清三/武井三二 犬飼甚十郎/高並功 お政/和田かつら 巳之吉/湯口和明 権六/司裕介 浪人/奔田陵 |
| 3    | 6月30日        | 遠山桜と御落胤     | 鈴木則文             | 日高武治 | 伝八/石橋正次 源太/目黒正樹 お光/目黒仁美 文右衛門/桂ざこば 黒田刑部/久富惟晴 伊賀上典膳/宮口二郎 原口英之進/井上高志 白木采女/山本清 藤江/吉永真弓 信濃屋/幸田宗丸 長屋の住人/北見唯一 長屋の住人/武田てい子 信濃屋番頭/白川浩二郎 大崎甚十郎/木谷邦臣 浪人/細川純一 堀田摂津守/若林豪                     |
| 4    | 7月7日         | 米騒動、殺しの尼僧 | 国弘威雄             | 宮越澄   | お園/立花理佐 讃岐屋藤兵衛/大出俊 長次/西山浩司 卯之吉/菅原加織 喜助/日高久 須藤/有川正治 妙心尼/北川めぐみ 相模屋/新橋伸介 越後屋/岩城力也 伊勢屋/入江慎也 地廻り/岡田洪志 用心棒/木下通博 太鼓持ち/北村明男                                                                                               |
| 5    | 7月21日        | 疑惑! 仕舞い湯の男 | 藤井邦夫             | 日高武治 | 弥七/冨家規政 蔵前の善五郎(化師の久兵衛)/御木本伸介 お鈴/中里博美 銀平/大木正司 源太郎/目黒正樹 お光/目黒仁美 磯吉/岩尾正隆 お梅/伊吹友木子 お妙/塚本加成子 市次郎/土井健守 扇屋/阿木五郎 茶店の老爺/岩田直二 /遠山二郎 武蔵屋/宮城幸生 /白井滋郎                                                           |
| 6    | 8月4日         | 必殺 世直し人の娘  | 胡桃哲、小川英       | 日高武治 | 月村木兵衛/下川辰平 お美乃/越智静香 加納屋万兵衛/福田豊土 天竜の武助/深江章喜 小倉屋吉三郎/福山象三 巴屋/小笠原弘 野々宮/溝田繁 磯貝/多賀勝一 野木秋堂/西園寺章雄 権次/岡田典丈 天満屋/山田良樹 伊勢屋/波多野博 おとき/星野美恵子 用心棒/池田謙治 小倉屋番頭/窪田弘和 /壬生新太郎                           |
| 7    | 8月11日        | 夫に怯える美人妻   | 国弘威雄             | 松尾正武 | お藤/蜷川有紀 山城屋与市/辰次郎/誠直也 唐津屋総右衛門/南原宏治 下村三太夫/中田博久 利平/江幡高志 お米/荒木雅子 お光/目黒仁美 住職/衰和田良太 小者/小船秋夫 唐津屋の配下/河本忠夫 唐津屋の配下/加藤重樹 |
| 8    | 8月18日        | 上方女の真剣勝負   | 篠崎好               | 宮越澄   | おぎん/園佳也子 馬場連三郎/西田健 仙蔵/伊藤敏八 鬼平次/椎谷建治 佐吉/円谷浩 お島/松木路子 市兵衛/牧冬吉 丑松/福本清三 熊五郎/佐藤好広 遊び人/小川敏明 大工/小坂和之 遊び人/福中勢至郎 相模屋/壬生新太郎 |
| 9    | 8月25日        | 女、霧の中の殺意   | 鈴木則文             | 吉川一義 | おはま/川島なお美 肥前屋佐兵衛/佐藤仁哉 大和田監物/小林勝彦 お艶/早川絵美 聖天の常五郎/堀田真三 伊之吉/下元年世 おつた/中川真由美 医師/大木晤郎 清吉/和泉史郎 亀造/小峰隆司 おみね/星野美恵子 |
| 10   | 9月1日         | 老盗賊が捨てた娘   | 藤井邦夫             | 関本郁夫 | 与助(木更津の与平次)/梅野泰靖 お葉/吉野真弓 清左衛門(般若の清三)/亀石征一郎 野村主膳/中田浩二 瀬川菊弥/沖田さとし 七五郎/森章二 お光/目黒仁美 お敬/志乃原良子 菅野六郎/五十嵐義弘 信兵衛/有島淳平 雪/鈴川法子 下女頭/藤田むつみ 借金取り/波多野博 日下部家用人/峰蘭太郎                                     |
| 11   | 9月8日         | 復讐の女絵草子     | 鈴木則文             | 宮越澄   | 桐江(篠原桐乃)/南條玲子 大野魁翁/青木義朗 越後屋総兵衛/河原崎建三 宝井京風/レツゴー長作 兵藤玄馬/石倉英彦 鶴屋喜三郎/芝本正 お美津の方/前田夏菜子 楓/みやなおこ 堂本/笹木俊志 村木/山田永二 腰元/鈴川法子 腰元/上田こずえ 腰元/沢田真理子 篠原勘解由/藤沢徹夫                                               |
| 12   | 9月22日        | 追跡! 裏切った女   | 藤井邦夫             | 江崎実生 | お弓/芦川よしみ 伊之吉/三ツ木清隆 彦兵衛/長谷川明男 奥田新八郎/柴田侊彦 弁天の升造/勝村淳 武蔵屋芳造/白川浩二郎 長太/岡田典丈 庵主/東竜子 長屋の住人/丸平峯子 長屋の住人/稲垣陽子 源助/司裕介 勘助/疋田泰盛 堂庵/波多野博 役人/小坂和之 役人/床尾賢一                                                       |
| 13   | 10月13日       | 覗かれた男装の女   | 石松愛弘             | 江崎実生 | 勝乃/寺田千穂 滝尾/中島ゆたか 辰巳屋角右衛門/高城淳一 倉田兵馬/伊藤高 江戸屋長兵衛/佐々木勝彦 弥助/小林功 立花武太夫/川浪公次郎 脇坂丹後守/五十嵐義弘 おさわ/松村真弓 勝乃の仲間/夏山剛一 勝乃の仲間/池田謙治 堀田摂津守/若林豪                                                                             |
| 14   | 10月20日       | 殴られた金さん     | 小川英、胡桃哲       | 村川透   | 佳代/渡辺梓 桐山多門/篠塚勝 又八/松田勝 加納屋/井上昭文 黒田出雲/内田勝正 戸川弁十郎/山本昌平 萩原朱山/粟津號 瓜生/山西道広 平助/小林尚臣 義兵衛/宮城幸生 徳兵衛/中西宣夫 朱山の門弟/木村康志 |
| 15   | 11月3日        | 女説教強盗の復讐   | 猪俣憲吾             | 平田博志 | お紋(おきぬ)/増田恵子 天誠堂治兵衛(梟の久太郎)/川合伸旺 利吉/頭師佳孝 おなか/遠藤真理子 智明尼/佐野アツ子 万造/岩尾正隆 お光/目黒仁美 お松/風見野枝 佃源九郎/滝譲二 伊助/広瀬義宣 政五郎/山田良樹 おきみ/多田幸代 政五郎/壬生新太郎 山城屋益右衛門/加藤聡志                                                 |
| 16   | 11月10日       | 女金貸しの仇討ち   | 永井かおる、猪俣憲吾 | 吉川一義 | お滝/朝丘雪路 栗田兵庫/品川隆二 真鍋重房/有川博 益田屋利兵衛/頭師孝雄 仁蔵/遠藤征慈 佐吉/岩渕健 染谷隼人/高品剛 唐木清十郎/時代吉二郎 お袖/桂川冬子 市川数馬/浦野真彦 役人/白井滋郎 |
| 17   | 11月17日       | 催眠殺人の姉弟     | 胡桃哲、小川英       | 松尾正武 | お冬/浜田朱里 木暮屋宗兵衛/和崎俊哉 升蔵/曽根晴美 平太/雨笠利幸 秋葉屋/坂田金太郎 お光/目黒仁美 うなぎ屋/千代田進一 おふさ/宮田圭子 夢幻/井上茂 駒吉/結城市朗 喜助/大矢敬典 美濃屋番頭/遠山金次郎 |
| 18   | 12月1日        | 幽霊に惚れた同心   | 篠塚好               | 平田博志 | お秋/松永麗子 小田切一角/近藤洋介 内藤主膳/外山高士 佐平次/佐藤京一 弥七/遠藤憲一 お光/目黒仁美 仙蔵/吾羽七朗 土居広明/森下鉄朗 権太/岡田洪志 多助/青木辰尚 森田屋/峰蘭太郎 町人/衰和田良太 |
| 19   | 12月8日        | 水晶占いの母と娘   | 国弘威雄、鈴木則文   | 村川透   | お袖/佐野量子 知念志野/山口果林 土井駿河守/岩井半四郎 大島豊後守/浜田晃 仙波屋惣右衛門/立川三貴 辰巳屋市兵衛/高野真二 鏑木采女/有島淳平 海野玄蔵/崎津隆介 おしま/前川恵美子 郷田陣十郎/笹木俊志 松吉/大久保幸治 木村/松田吉博 常吉/細川純一 手相見/窪田弘和 町人/吉川加良子 町人/奥野公一 堀田摂津守/若林豪 |
| 20   | 12月15日       | 夫の情死を探る妻   | 鈴木則文、本田英郎   | 宮越澄   | お梶/岡まゆみ 淀屋忠兵衛/小瀬格 原田伝八郎/大林丈史 むささびの三次/宮内洋 石川堂/園田裕久 お仲/久仁亮子 筧半兵衛/五味龍太郎 湊屋宗助/水上保広 おせん/四天王寺紅 おくめ/キムラ緑子 喜助/宮城幸生 浪人/木下通博 小間物問屋/西山清孝                                                                           |
| 21   | 12月22日       | 情けが仇の美人局   | 篠崎好               | 鈴木秀雄 | お絹/未來貴子 木村隼人正/睦五朗 小暮信三郎/内田直哉 岩吉/冷泉公裕 小宮山鉄舟/内田稔 森平八郎/宮内洋 源太/目黒正樹 お光/目黒仁美 小夜/百地千寿 大黒屋松蔵/伊吹聡太朗 黒川仙十郎/大村健次 大久保利秋/若山騎一郎 大黒屋の手下/矢部義章 浪人/福中勢至郎                                                         |
| 22   | 1995年 1月12日 | 還暦祝い毒殺事件   | 胡桃哲               | 斎藤光正 | 遁兵衛/坂上二郎 柳川梅雪/松橋登 水神の寅蔵/石山律雄 お時/一柳みる おきよ/柴山智加 伊之助/西田良 お光/目黒仁美 門倉/石倉英彦 近江屋/芝本正 瓦版屋/多賀勝一 おくめ/新海なつ 錠前師/有川正治 日向屋/有島淳平                                                                                                   |
| 23   | 1月19日        | 大陰謀! 紫頭巾の女 | 鈴木則文             | 斎藤光正 | お景/入江まゆ子 霧右衛門/織本順吉 闇の鳶蔵/西田健 長崎屋宗兵衛/田口計 黒田主膳/唐沢民賢 瓦版屋/多賀勝一 遠山景晋/大木晤郎 君香/塚本加成子 巽陣十郎/当銀長太郎 谷口左京/山田永二 奉行/疋田泰盛 奉行/波多野博 瓦版屋の主人/宮城幸生 鳥居甲斐守/中村嘉葎雄 堀田摂津守/若林豪                                   |

#### 第7シリーズ
| 話数 | 放送日         | サブタイトル                  | 脚本                 | 監督     | ゲスト出演者 |
| ---- | -------------- | ----------------------------- | -------------------- | -------- | --- |
| 1    | 1995年 9月7日  | 徳川埋蔵金 赤い毒グモの秘密   | 鈴木則文             | 舛田利雄 | 運命堂/石橋蓮司 おふさ/赤座美代子 お新/佐藤忍 服部十蔵/倉田健 弥藤次/野口貴史 宇田川蘭堂/芝本正 黒岩孫九郎/峰蘭太郎 佐木玄三郎/細川純一 大和屋久兵衛/壬生新太郎 おちか/田中恵理 鶴吉/窪田弘和 堀田摂津守/若林豪                                                                                           |
| 2    | 9月14日        | 美女連続殺人! 裏切られた友情  | 篠崎好               | 宮越澄   | お園/泉本のり子 佐久間勝元/平泉成 佐久間秀作/鷲生功 平岡誠之介/佐藤和久 荒木源太夫/西沢利明 岩五郎/小島三児 お小夜/鈴木有紀 お千賀/大川智子 亥吉/矢部義章 熊蔵/西村正樹 横川仙十郎/山田永二 お初/沢田真理子 植木屋の親方/江原政一 佐久間家の若党/川鶴晃裕 居酒屋の小女/上田こずえ                         |
| 3    | 9月21日        | 白い花の恐怖 悪徳医師の陰謀   | 高田宏治、洲崎香容子 | 舛田利雄 | 奈緒/安永亜衣 六文字屋甚兵衛/青木義朗 向井道庵/大出俊 三田村延石/石田登星 湖遊/田中雅子 唐島吉次郎/唐沢民賢 お松/丸平峯子 弥平/広瀬義宣 上島与一郎/入江毅 若い大工/花浦隆 重造/辻本良紀 客/木谷邦臣 |
| 4    | 10月19日       | 妖怪現わる! 標的は遠山桜      | 鈴木則文             | 宮越澄   | 青山監物/鹿内孝 おしの/中村綾 後藤八右衛門/中田浩二 玄蔵/椎谷建治 祐天の辰造/江藤漢 国崎主水/岩尾正隆 梶野土佐守/仙元義夫 源太/土井健守 岩吉/河本忠夫 虎松/河上剛徳 鳥居甲斐守/中村嘉葎雄 堀田摂津守/若林豪                                                                                               |
| 5    | 10月26日       | 白い肌の誘惑 嫁姑の真剣勝負   | 和久田正明           | 鈴木秀雄 | お辰/朝丘雪路 おみよ/藤吉久美子 鶴吉/沢向要士 鍵屋郷右衛門/川合伸旺 伊皿子屋丹次郎/柴田侊彦 三蔵/高品剛 お糸/武田京子 六之助/谷口高史 鞍馬/キラーカン 友三/柴田善行 /稲田龍雄 但馬屋/有島淳平 桑名屋/藤沢徹夫 /山本容子 /村主哲夫                                                                         |
| 6    | 11月2日        | 集団スリ 美しい未亡人裏の顔   | 和久田正明           | 日高武治 | おふじ/蜷川有紀 遠州屋嘉兵衛/鶴田忍 砲二郎/成瀬正孝 宗助/下塚誠 鞍三/江幡高志 お柳/村上理子 糸平/竜川剛 伊之助/有川正治 安五郎/井上茂 茂十/笹木俊志 市松/石井洋充 おくら/久里きなこ 乙次郎/湯口和明 呼び込み/大矢敬典 分限帳掛同心/加藤正記                                                               |
| 7    | 11月9日        | 投げ縄殺人! 忍びをあやつる男  | 胡桃哲               | 松尾正武 | 友吉/金山一彦 桜田小兵衛(般若の辰五郎)/新克利 お景/本田理沙 〆蔵/中田博久 駿河屋徳兵衛/入江慎也 軍次/石倉英彦 大村市之進/峰蘭太郎 仁三郎/芳野史明 伊助/小船秋夫 お浜/和田かつら お千代/川崎友佳代 |
| 8    | 11月16日       | 献残屋の秘密 一度死んだ女     | 藤井邦夫             | 松尾正武 | お里(小笠原加代)/未來貴子 小笠原主膳/西田健 蓑吉/頭師佳孝 扇屋徳右衛門/内田稔 片山彦十郎/伊吹聰太朗 伝蔵/坂田金太郎 松前屋善助/徳田興人 安藤/波多野博 近江屋の番頭/簑和田良太 呉服屋の番頭/加藤寛治 |
| 9    | 11月23日       | 謎の銃声! 女は待っていた      | 篠崎好               | 日高武治 | 銀平/田中隆三 お美津/日下由美 相模屋市兵衛/田口計 木村連三郎/佐藤京一 片桐重勝/外山高士 田村弾正/小沢象 江戸留守居役/大木晤郎 筧十蔵/福本清三 喜平太/岡田典丈 夜鳴蕎麦屋/新橋伸介 /春藤真澄 長屋のおかみさん/星野美恵子 長屋のおかみさん/富永佳代子 弥吉/小坂和之 /司裕介 正太/山崎大聖 堀田摂津守/若林豪 |
| 10   | 11月30日       | 赤猫まねき!? 狙撃された桜吹雪 | 国弘威雄、鈴木則文   | 斎藤光正 | 新次郎/松田圭司 おみね/藤田佳子 三国屋宗兵衛/和崎俊哉 勝沼玄蕃/渡辺哲 般若の千造/草薙良一 太助/伊藤敏孝 源次/浦野眞彦 死神の宇之吉/福本清三 お徳/山口朱美 甚八/西村正樹 常吉/河本忠夫 囚人/池田謙治 立花/東村晃幸 おいち/西野栄里子 役人/大矢敬典 役人/西山清孝                                           |
| 11   | 12月7日        | 二昼夜の自由 切腹賭けた初恋   | 藤井邦夫             | 村川透   | 服部妙/真屋順子 大野監物/御木本伸介 服部和馬/山本陽一 重吉/樋浦勉 湊屋平蔵/久富惟晴 お松/石倭裕子 八兵衛/根岸一正 紺野源左衛門/真実一路 お雪/村田友里 飲み屋の親父/新橋伸介 坂崎虎之助/小船秋夫 /山本容子 お鈴の母/富永佳代子 /妹尾まゆみ /小林久和 井筒の女将/星野美恵子                                 |
| 12   | 12月14日       | 消えた五千両! 棺桶を作る女    | 猪又憲吾             | 斎藤光正 | おりき/友里千賀子 政吉/伊藤敏八 巳之助/米山善吉 香取又十郎/佐藤仁哉 お艶/鈴鹿景子 法念坊/佐藤京一 玄庵/上野山功一 嘉兵衛/柴田林太郎 川添源吾/朝日完記 杵屋の主人/遠山二郎 お甲/小川真子 棺桶の男/大久保幸治 おりき(子供時代)/田中美鈴 巳之助(子供時代)/市村貴俊                                           |
| 13   | 1996年 1月18日 | 江戸の復顔術 姉と妹の手毬唄   | 和久田正明           | 関本郁夫 | 平岡綾/北原佐和子 喜多村桃源/清水章吾 おふく/堀川早苗 弁天屋勘兵衛/山本昌平 吾平/奥村公延 山城屋伝蔵/高野真二 政五郎/岩尾正隆 忠助/水上保広 与吉/関根大学 /吉永真弓 勘兵衛の子分/森山陽介 /茉莉ちやこ /樹下直美 松吉/山田永二 町医者/白川浩二郎 町医者/中西宣夫                                           |
| 14   | 1月25日        | 振袖の罠! 女形が賭けた夢舞台  | 篠崎好               | 関本郁夫 | 竹之丞(直吉)/沖田浩之 山川左太夫/亀石征一郎 波之介/木下浩之 熊蔵/廣田行正 三野田一角/玉川伊佐男 相模屋利平/小笠原弘 上総屋長兵衛/松原健司 相模屋番頭/浅田祐二 /前川恵美子 客引き/大矢敬典 お仙の子供時代/及川佳奈 直吉の子供時代/中西勇太                                                                 |
| 15   | 2月1日         | 肝っ玉母さんと邪教の女        | 鈴木則文             | 平田博志 | おたね/南田洋子 白蓮院(おきぬ)/小高恵美 青江軍太夫/中野誠也 運慶/浜田晃 桂月尼/三島ゆり子 権八/多賀勝一 お勢/北川めぐみ 忠七/柳川昌和 黒竜坊/木下通博 大黒屋吉兵衛/有島淳平 妙春尼/杉浦久美 源次/川嶋康義 源次の仲間/山城豊 源次の仲間/小泉敏生 源次の仲間/原田真一 賭場の客/木村康志 賭場の客/小谷浩三   |
| 16   | 2月8日         | 消えた女! 裏切りの集団見合い  | 猪又憲吾、永井かおる | 平田博志 | 駒吉/石橋保 狐火の伝兵衛/垂水悟郎 仁左衛門/山田吾一 お峰/寺田千穂 長次/山本紀彦 美濃屋政兵衛/永井秀明 佐助/青木卓司 伊奈蔵/中田光彦 稲村征四郎/白井滋郎 常吉/中川峰男 松助/岩須透 飲み屋の亭主/小峰隆司 瓦版屋/石原耕                                                                                     |
| 17   | 2月22日        | また男が死ぬ! 私は疫病神の女  | 鈴木則文、藤井邦夫   | 宮越澄   | お涼/沖直美 幸吉/冨家規政 大黒屋官兵衛/橋本功 永代の政五郎/黒部進 鮫三/きくち英一 栄次/石倉英彦 三河屋清之助/大木聡 松蔵/阿木五郎 唐沢玄蕃/高並功 屋台の亭主/タンクロー 羅門源十郎/入江毅 蛸松/乘峯勝志 善八/大矢敬典 茂造/窪田弘和 井筒屋の女中/鈴川法子 親戚/波多野博 親戚/奔田陵                       |
| 18   | 2月29日        | 復讐の女! 雨の仕掛け長屋      | 篠崎好               | 宮越澄   | お紋/渡辺梓 黒塚の佐平次/成瀬正孝 熊蔵/遠藤征慈 元円/北村晃一 佐吉/中嶋俊一 権八/浦野眞彦 源太/小川敏明 甲山大三郎/河本忠夫 高田/床尾賢一 伊勢屋長兵衛/宮城幸生 お静/桂登志子 |
| 19   | 3月7日         | 貞女の鑑? 謎の殺しの裏の裏    | 和久田正明           | 松尾正武 | おふさ/二宮さよ子 彦次郎/堀内正美 花川戸大五郎/石山律雄 小三郎/井上高志 坊太郎/坂田金太郎 七之助/土井健守 小そめ/塚本加成子 お政/坂本万里子 女中/丸平峯子 /小林和香 /田中麻季子 /川嶋康義 大五郎の子分/本山力 手代/窪田弘和 /小柳圭子 /浜崎涼子 客/東考 客/衰和田良太                                     |
| 20   | 3月14日        | 名探偵? 金さん岡っ引きになる  | 鈴木則文             | 松尾正武 | 神崎伝八郎/長門裕之 花房平左衛門/下川辰平 深雪/万里洋子 越後屋総兵衛/中田浩二 霊岸の松五郎/原口剛 猪之吉/谷口高史 辰造/小船秋夫 芳三/芳野史明 小谷陣十郎/奔田陵 早川/浜田隆広 おかみさん/塩谷朱美 おかみさん/山田君子                                                                                     |
| 21   | 3月21日        | 消された刺青 仮面の裏の悪魔   | 鈴木則文             | 村川透   | 伊勢屋久兵衛(血頭の久蔵)/森次晃嗣 おふさ/越智静香 梵天の喜代蔵/苅谷俊介 清太郎/遠藤憲一 お島/本阿弥周子 お竹/豊川博子 権八/有川正治 由比大膳/五十嵐義弘 音松/タンクロー 巽又十郎/藤岡太郎 嘉助/簑和田良太                                                                                                 |

## 遠山の金さんVS女ねずみ
本来「女ねずみ小僧」というキャラクターは1970年代にフジテレビ系列で放映されたテレビドラマである『浮世絵 女ねずみ小僧』（小川真由美主演）に端を発し、同局にて1984年（中原理恵主演）と1989年から1995年（大地真央主演）にかけてリメイクされている。
本作はその「女ねずみ」と「金さん」の対決、ということになる。
本作から遠山金四郎は妻帯者となり、役職の設定も、前作までの北町奉行から南町奉行に変わる。
遊び人の金さんは御用聞きの勘平親分の幼馴染なので互いに正体を知っている。また、金さんは女ねずみの正体を知っているが勘平親分は知らず、女ねずみは金さんをお町お奉行だとは知らないという設定。
前作までと違い金さんが活躍する回は比較的に少なくなり、奉行としてのみ登場する場合も多い。

### キャスト
- 遠山金四郎：松方弘樹

江戸南町奉行・遠山左衛門尉
- 奈津：水野真紀

遠山金四郎の妻
- 橋本鉄太郎：高木延秀

南町奉行所同心
- 脇坂玄之助：津嘉山正種

南町奉行所筆頭与力
- 勘平：前田吟

南町奉行所御用聞き
- お小夜：古手川祐子

女ねずみ／めしや女将
- 木村源助：須賀章

南町奉行所同心
- 矢車新八：柴田善行

南町奉行所同心
- 佐和：山本容子

### 放映リスト（サブタイトルリスト）
| 話数 | 放送日        | サブタイトル                 | 脚本     | 監督     | ゲスト出演者 |
| ---- | ------------- | ---------------------------- | -------- | -------- | --- |
| 1    | 1997年 2月1日 | 八百八町に連続放火魔         | 吉田剛   | 池広一夫 | 榎六之進/原田大二郎 喜造/浜田晃 丑松/松井範雄 熊吉/大前均 寅平/岩尾正隆 /丸平峯子 /蓑和田良太 /椿竜二 /西山清孝 /田井克幸 /小船秋夫 /林哲夫 /森兼万貴 /加藤三彦 /上野秀年                                                                                     |
| 2    | 2月8日        | 鏡の中の殺人トリック         | 吉田剛   | 池広一夫 | お鹿/小林綾子、堀主水/西田健、小六/松田勝、勝之助/篠塚勝、布袋屋幸右衛門/笠井一彦、菊野/塚本加成子、結城一蔵/峰蘭太郎 /福本清三 /宮本浩光 /北村明男 |
| 3    | 2月15日       | 復讐通り魔! 奉行の新妻襲う   | 高田宏治 | 関本郁夫 | 秋庭英宣/西岡徳馬、お浜/一色彩子、彦野荘兵衛/大橋吾郎、本田豊後守/西山辰夫、たね/中塚和代、常石長門/大木晤郎 |
| 4    | 2月22日       | 財産狙い! 草笛を吹く若妻     | 猪俣憲吾 | 関本郁夫 | お鶴/春木みさよ、郷田平八郎/中原丈雄、徳太郎/鷲生功、彦兵衛/佐古正人、黒岩孫兵衛/廣田行生、銀次郎/木下浩之、豊島屋惣右衛門/神山寛、お光/武田京子、郷田の家臣/芳野史明                                                                                         |
| 5    | 3月1日        | 殺人犯にされた恋人たち       | 大野靖子 | 松尾昭典 | 辰造/長門裕之、お君/本田理沙、太吉/角田英介、鳴海屋利兵衛/森章二、弥十郎/石山律雄、瑞玄/山本昌平、伊三次/中嶋俊一 |
| 6    | 3月8日        | ニセ小判! 蟻が暴く殺人手口   | 吉田剛   | 松尾昭典 | お律/北原佐和子、新納精一郎/沖田浩之、半次/遠藤憲一、伊勢屋伍兵衛/大林丈史、利助/田中弘史 |
| 7    | 3月15日       | お白州で火縄銃殺人の再現!    | 鈴木則文 | 関本郁夫 | お妙/有沢妃呂子、大黒屋宗兵衛/橋本功、村瀬主水正/清水昭博、盛田屋徳右衛門/花上晃、清吉/筒井巧、植辰/遠藤静義、五兵衛/大木晤郎 |
| 8    | 3月22日       | 謎!謎!! 白い肌の幽霊殺し     | 篠崎好   | 宮越澄   | お米/園佳也子、服部道庵/河原崎建三、岩瀬新三郎/亀石征一郎、大和屋利平/塙恵介、吉蔵/野口貴史、村上小十郎/浦野眞彦 旗本/白川浩二郎 |
| 9    | 4月19日       | 密室の死美人・謎の出合茶屋   | 志村正浩 | 関本郁夫 | 鶴吉/松澤一之、佐野又十郎/冨家規政、お袖/大沢さやか、藤森右衛門/久富惟晴、長崎屋徳兵衛/柴田侊彦、三次/草見潤平 |
| 10   | 4月26日       | 花の舞台のお役者殺人鬼       | 高田宏治 | 斎藤光正 | お栄/長谷川真弓 須賀/藤吉久美子 弥助/中西良太 生島菊翁/川合伸旺 生島小菊/佐藤和久 生島菊ノ丈/佐野圭亮 源六/伊藤敏八 舛蔵/伊藤高 陣助/峰蘭太郎 米八/白井滋郎 牢奉行/疋田泰盛                                                                                   |
| 11   | 5月3日        | 怨念! おいらん幽霊小判まく   | 大野靖子 | 斎藤光正 | おつや/佐藤友紀、霞の七平衛/本田博太郎、宮部平九郎/伊吹剛、松吉/頭師佳孝、お甲/若山幸子、あやめ太夫/伊藤葉子、半次郎/土井健守 |
| 12   | 5月10日       | 疑惑の罠! 与力の妻が万引き   | 吉田剛   | 松尾昭典 | 妙/秋篠美帆 京屋利兵衛/北町嘉朗 銀次/高峰圭二 お君/北岡夢子 佐吉/矢部義章 /高並功 |
| 13   | 5月17日       | 奉行の妻誘拐! 人質交換要求   | 高田宏治 | 池広一夫 | 鬼野次/蜷川有紀、赤蛙の千蔵/梅野泰靖、寛蔵/樋浦勉、六角/でんでん、矢源太/吉見一豊、八重/今村恵子、安藤出雲守/真実一路 |
| 14   | 5月24日       | 花嫁惨殺! 完全犯罪を裁く     | 篠崎好   | 宮越澄   | お秋/辻沢杏子、筧連三郎/佐藤仁哉、矢七/冷泉公裕、石川志津馬/武見龍磨、和助/早川純一 |
| 15   | 5月31日       | ねずみに殺人容疑 金さん困る  | 猪俣憲吾 | 松尾昭典 | おみち/中野みゆき、服部平馬/石原良純、宇田川玄庵/立川三貴、堀田帯刀/小沢象、島津勝之進/円谷浩、桝屋佐之助/伊庭剛、安藤勘解由/芝本正 |
| 16   | 6月7日        | 料亭女将の怪しい二つの顔     | 石松愛弘 | 池広一夫 | おその/二宮さよ子、清吉/羽場裕一、寺尾兵馬/神保悟志、藤八/大木正司、木内半之丞/武井三二 |
| 17   | 未放送※       | 不倫の清算! バラバラ殺人     | 篠崎好   | 平田博志 | 菊/立原麻衣、長次郎/成瀬正孝、出目道雲/津村鷹志、三野田隼人/田口計、鉄/中田博久、竜次/小林健、熊五郎/石倉英彦、お里/椿真由美、岩吉/井上茂 |
| 18   | 6月14日       | 偽装心中! 箱根路の逃避行     | 猪俣憲吾 | 平田博志 | 森田観月/新藤栄作、お園/石橋けい、新吉/若林久弥、お福/本阿弥周子、円運坊/手塚秀彰、見舞いの武士/堀部隆一、近江屋喜兵衛/大木晤郎 |
| 19   | 6月21日       | 笑う真犯人 裏切られた金四郎  | 鈴木則文 | 日高武治 | 大倉唯七/秋野太作 おなみ/山下容莉枝 くちなわの弥平/中田浩二 般若の庄助/草薙良一 駿河屋利兵衛/岩尾正隆 黒田屋八右衛門/北見唯一 ふくろうの峯吉/竜川剛 定吉/岡田典丈 /有川正治 /白井滋郎 /小坂和之 /奥深山新 /吉田輝生 /石川栄二 /中川峰男 /岡本伊代 /澤野井香澄 |
| 20   | 7月5日        | 仕掛け花火の怪! 焼死体が歩く | 志村正浩 | 日高武治 | 茜屋菊右衛門/大出俊、お常/長谷川稀世、お里/魏涼子、利助/井上高志、安蔵/野口貴史、仙吉/柴田耕作、捨松/臼井守 |

※神戸連続児童殺傷事件の影響で本放送時は未放映、時代劇専門チャンネル放送時には放映された。

## 金さんVS女ねずみ
登場人物などは前作を引き継いでいるものの、ねずみ小僧の設定は完全にリセットされている。また、前作では金さんは女ねずみの正体を知っているものの、女ねずみは金さんの正体を知らない設定だったが、本作の第1話において、とある経緯から女ねずみが金さんの正体を知り、その後はお互いの正体を知りながらも敢えて見て見ぬふりをする、という設定に変更されている。ただし、勘平の立場は前作と変わらず、金さんの正体を知っているも、女ねずみの正体は知らない。
また、本作において遠山金四郎の母である弥寿が登場するが、本作以前も含めて、遠山金四郎の肉親や親戚等がレギュラーもしくは準レギュラーで登場するのは初めてである（第11話では弥寿および夫・遠山景晋（金四郎景元の父）の過去に関するエピソードが登場する）。

### キャスト
- 遠山金四郎：松方弘樹

江戸南町奉行・遠山左衛門尉
- 奈津：水野真紀

遠山金四郎の妻
- 辰吉：高木延秀

瓦版屋べにや売り子
- 脇坂玄之助：津嘉山正種

南町奉行所筆頭与力
- 勘平：前田吟

南町奉行所御用聞き
- 弥寿：草笛光子

遠山金四郎の母
- お小夜：古手川祐子

女ねずみ／瓦版屋べにや姉御
- 木村源助：須賀章

南町奉行所同心
- 矢車新八：柴田善行

南町奉行所同心
- おみつ：山本容子

### 放映リスト（サブタイトルリスト）
| 話数 | 放送日         | サブタイトル                   | 脚本               | 監督     | ゲスト出演者 |
| ---- | -------------- | ------------------------------ | ------------------ | -------- | --- |
| 1    | 1998年 3月14日 | 大奥妖しい京人形               | 吉田剛             | 池広一夫 | 初瀬/八木小織 森田主水正/横内正 後藤縫殿助/鶴田忍 浜路/那須佐代子 野村/石倉英彦 森田の配下/小坂和之 堺屋/窪田弘和 /小谷浩三 /石川栄二 /田中雅俊 /北村明男 /富永佳代子 /鈴川法子 /大林菜穂子                                                                                                 |
| 2    | 4月18日        | 将軍は見た! 遠山桜             | 塙五郎             | 池広一夫 | 峯沢丹波/石橋蓮司 笹岡源五右衛門/山田吾一 徳川家慶/石丸謙二郎 沼田伊勢守/亀石征一郎 犬塚外記/内田勝正 武蔵屋善兵衛/斉藤暁 藤造/井上高志 島崎因幡守/外山高士 幸助/西田良 弥寿/草笛光子 /丸平峯子 /宮城幸夫 /波多野博 /上野秀年 /畑中伶一 /山﨑貴司 /西山清孝 /木村昌栄 /芳野史明 /八神辰之介 |
| 3    | 4月25日        | 不倫! 顔のない誘拐犯           | 岡本克己           | 関本郁夫 | 若松屋九市/ベンガル しず/有沢妃呂子 因幡屋幸助/木下浩之 たき/大沢さやか 利三郎/益富信孝 秋造/岩尾正隆 安田近之助/白川浩二郎 /神原千恵 /小泉敏雄 /長谷嶺宏 /森川愛加 /池田康平 /宮本和馬 /河村翔 /浦野里絵 /濱野智紗都 /内泉朱賀 /山下駿                                                     |
| 4    | 5月2日         | 狆（ちん）が見た密通殺人       | 野上龍雄、石村嘉子 | 上杉尚棋 | 滝沢伝八郎/沖田浩之 おさわ/藤田佳子 弥五郎/西山浩司 粂三/江藤漢 良戒/梅沢昇 おきよ/光井みほ 新助/土井健守 曖昧宿の女将/杉本佳穂 不義者の女/高倉百合子 住職/徳田興人 弥寿/草笛光子 |
| 5    | 5月9日         | たった一人の忠臣蔵             | 猪又憲吾           | 関本郁夫 | 弥七/尾美としのり お弓/大西結花 保科主膳/御木本伸介 常陸屋治兵衛/塙恵介 文蔵/江幡高志 川上甚内/高品剛 鶴田新之丞/沖田さとし 波路/小嶋ゆか 浪人/高並功 /笹木俊志 伊助/藤沢徹夫 弥寿/草笛光子                                                                                                 |
| 6    | 5月23日        | 瞼の母の犯罪                   | 篠崎好             | 斎藤光正 | 楓/日下由美 丑三つの佐平次/鷲生功 梅沢大三郎/上杉祥三 宇田川伊織/小沢象 正太/大澤佑介 矢吉/浦野漣 |
| 7    | 5月30日        | 毒殺! 千両富くじの妻           | 吉田剛             | 松尾昭典 | お熊/一色彩子 徳松/ひかる一平 佐吉/草川祐馬 定八/武見龍磨 浅太郎/崎津隆介 弥寿/草笛光子 |
| 8    | 6月6日         | 二代目極道の妻                 | 高田宏治           | 松尾昭典 | 千春/芦川よしみ 荒鐘屋藤八/伊藤洋三郎 雲井の泰蔵/江角英明 お役者文伍/渕野直幸 もみじ/神乃毬絵 とんぼ/井上真央 |
| 9    | 6月13日        | 若き日の奉行を愛した女         | 塙五郎             | 池広一夫 | お甲/藤吉久美子 進藤采女/河原さぶ 俊円/和崎俊哉 甚助/でんでん 仙吉/角田英介 赤座主膳/福本清三 梶川/有島淳平 彦造/笹木俊志 |
| 10   | 6月20日        | 隠密同心殺人事件               | 鈴木則文           | 関本郁夫 | 神崎采女/寺田農 勝田東吾/大橋吾郎 暮六つの庄助/松澤一之 北海屋重兵衛/成瀬正孝 伝法院の喜代藏/中田博久 おくめ/竹本聡子 小松深雪/前田真理 小松一之進/松田聡也 羅門/木谷邦臣 小松房之助/白井滋郎 /富永佳代子 /鈴川法子 /大林菜穂子 /浜田隆広 /山口秀志 /松原美保 弥寿/草笛光子                 |
| 11   | 6月27日        | 奉行の母! 長崎の秘密           | 大野靖子           | 池広一夫 | 七之助/岡野進一郎 千石屋五平/川合伸旺 湊屋藤蔵/有川博 笠間玄内/岩尾正隆 潮見屋七兵衛/小林功 松浦家ご隠居/北見唯一 弥寿/草笛光子 |
| 12   | 7月4日         | 桜吹雪と河童騒動               | 吉田剛             | 関本郁夫 | 小助/高松英郎 五兵衛/橋本功 銀次/伊藤高 吉五郎/谷口高史 仙太/中西勇太 お千代/前田未来 長平/塩賀淳平 太吉/杉田林太郎 弥寿/草笛光子 |
| 13   | 7月11日        | おさわり茶屋殺人事件           | 吉田剛             | 宮越澄   | お袖/坂上香織 波多哲之進/佐藤仁哉 俵屋重兵衛/遠藤太津朗 中條駿河守/南原宏治 お絹/田中雅子 お滝/風見野枝 河合宗平/石倉英彦 水野越前守/江並隆 勘定方/矢部義章 役人/木谷邦臣 |
| 14   | 7月25日        | 恐怖の三味線通り魔             | 篠崎好             | 松尾昭典 | お志津/蜷川有紀 弥助/木村元 五十貝帯刀/原口剛 大坂屋総兵衛/石山律雄 仙蔵/岡部征純 市太郎/佐野圭亮 片山勝之進/武井三二 滝川/福本清三 弥寿/草笛光子 |
| 15   | 8月1日         | 花のお江戸の結婚サギ           | 岡本克己           | 宮越澄   | 直三郎/田中隆三 八造/片桐竜次 宇市/円谷浩 かおり/鈴木由香 石州屋弥兵衛/大木晤郎 |
| 16   | 8月15日        | 復讐! 絵ローソクの謎           | 大野靖子           | 斎藤光正 | 巽源次郎/高岡健二 乾兵馬/伊吹剛 信夫屋清兵衛/穂積隆信 稲葉美作/江見俊太郎 留吉/石田登星 お縫/落合瞳 儀助/コロムビア・トップ 三春屋/伊庭剛 常州屋佐平/峰蘭太郎 笠原/笹木俊志 |
| 17   | 8月22日        | 美しい娘白浪の涙               | 猪俣憲吾           | 宮越澄   | お涼/佐藤友紀 天夢/桂小金治 戸田兵庫/浜田晃 捨吉/菅原加織 木村文之進/若山騎一郎 お徳/松井紀美江 友蔵/伊吹聰太朗 浪人/細川純一 |
| 18   | 8月29日        | いじめられた息子! 父の復讐     | 吉田剛             | 池広一夫 | 江藤吾市/江原真二郎 橋田弘庵/大林丈史 細川宗沢/藤田宗久 お弓/津島令子 松下東州/村田則男 橋田弘一/福原学 小沢伯英/東村晃幸 宗謙/岩井太郎 東海/山本辰彦 伯久/上田秀和 仙太/岸本大 お豊/松村真弓 女の患者/島田佳子                                                                             |
| 19   | 9月5日         | 観音様は見た! 慈善富のからくり | 野上龍雄           | 石川一郎 | お君/古柴香織 妙貞尼/東恵美子 玉井軍次郎/遠藤憲一 叶屋甚兵衛/大河内浩 数理無極/ゆうき哲也 与兵衛/泉祐介 お松/百瀬綾乃 佐山彦太郎/白井滋郎 清兵衛/峰蘭太郎 嘉助/畑中伶一 弥寿/草笛光子 |
| 20   | 9月12日        | 罠! 帰ってきた婚約者           | 鈴木則文           | 松尾昭典 | お妙/小林綾子 新吉/沢向要士 長崎屋吉兵衛/入川保則 駿河屋嘉右衛門/小林勝彦 平助/中田浩二 やげん堀の松蔵/高峰圭二 萬五郎/草薙良一 松蔵の子分/関根大学 長崎屋番頭/波多野博 |
| 21   | 10月17日       | 子連れ鬼女面盗賊               | 志村正浩           | 宮越澄   | お紋/松本留美 お汲/若山幸子 伊勢屋松右衛門/田口計 久兵衛/柴田侊彦 お沢/若松恵 お光/鴨川寿枝 銀助/野口貴史 ふくろうの耳蔵/有川正治 中尾陣内/藤沢徹夫 安宿の女将/丸平峯子 弥寿/草笛光子 |
| 22   | 10月31日       | 危うし勘平! 殺しの獅子舞       | 篠崎好             | 池広一夫 | 小野寺松之助/竹本孝之 小野寺主膳/中丸新将 丸屋市蔵/久富惟晴 弥七/小鹿番 川上梅次郎/柴田耕作 小野寺次秋/芝本正 三島屋吉兵衛/西園寺章雄 お絹/小林さやか 菊江/ひがし由貴 |

## スタッフ
- 企画：白崎英介（テレビ朝日）
- プロデューサー：杉崎保、松嶋弘正、塙淳一、川田方寿（テレビ朝日）、松平乘道、亀岡正人（東映）
- 原作：陣出達朗
- 脚本：放映リスト（サブタイトルリスト）を参照
- 音楽：伊部晴美[注 18] → 西崎進[注 19] → 横山菁児 → 大野克夫
- 編集：三宅弘
- 美粧・結髪：東和美粧
- 擬斗：土井淳之祐（東映剣会）ほか
- 刺青絵師：毛利清二
- 特技：宍戸大全、ジャパンアクションクラブ
- かつら：山崎かつら
- 小道具：高津商会
- 和楽監修：中本哲
- 騎馬：岸本乗馬センター
- 協力：東映俳優養成所
- 現像：IMAGICA
- 協力：東映太秦映画村、御室 仁和寺、京都 大覚寺
- 主題歌：「華のうちに」[注 20]（徳間ジャパンコミュニケーションズ） 作詞・作曲：吉幾三、編曲：京建輔、唄：松方弘樹
- 協力：テレビ朝日ミュージック
- プロデューサー補：塚田英明、岡田佳治
- 制作協力：松プロダクション
- 監督：放映リスト（サブタイトルリスト）を参照
- 制作：テレビ朝日、東映（東映京都テレビ・プロダクション）（第1シリーズ） → 東映（東映京都撮影所）（第2シリーズ以降）

## 放映ネット局
| 放送対象地域  | 放送局             | 系列                          | ネット形態 | 備考                                            |
| ------------- | ------------------ | ----------------------------- | ---------- | ----------------------------------------------- |
| 関東広域圏    | テレビ朝日         | テレビ朝日系列                | 制作局     |                                                 |
| 北海道        | 北海道テレビ       | テレビ朝日系列                | 同時ネット |                                                 |
| 青森県        | 青森放送           | 日本テレビ系列                | 遅れネット | 1991年9月まで                                   |
| 青森県        | 青森朝日放送       | テレビ朝日系列                | 同時ネット | 1991年10月開局から                              |
| 岩手県        | IBC岩手放送        | TBS系列                       | 遅れネット | 1996年9月まで                                   |
| 岩手県        | 岩手朝日テレビ     | テレビ朝日系列                | 同時ネット | 1996年10月開局から                              |
| 宮城県        | 東日本放送         | テレビ朝日系列                | 同時ネット |                                                 |
| 秋田県        | 秋田放送           | 日本テレビ系列                | 遅れネット | 1992年9月まで                                   |
| 秋田県        | 秋田朝日放送       | テレビ朝日系列                | 同時ネット | 1992年10月開局から                              |
| 山形県        | 山形放送           | 日本テレビ系列                | 遅れネット | 1993年3月まで                                   |
| 山形県        | 山形テレビ         | テレビ朝日系列                | 同時ネット | 1993年4月のテレビ朝日系列へのネットチェンジから |
| 福島県        | 福島放送           | テレビ朝日系列                | 同時ネット |                                                 |
| 山梨県        | 山梨放送           | 日本テレビ系列                | 遅れネット |                                                 |
| 新潟県        | 新潟テレビ21       | テレビ朝日系列                | 同時ネット |                                                 |
| 富山県        | 北日本放送         | 日本テレビ系列                | 遅れネット | 1990年10月7日から                               |
| 石川県        | 北陸放送           | TBS系列                       | 遅れネット | 1991年9月まで                                   |
| 石川県        | 北陸朝日放送       | テレビ朝日系列                | 同時ネット | 1991年10月開局から                              |
| 福井県        | 福井放送           | 日本テレビ系列 テレビ朝日系列 | 遅れネット |                                                 |
| 長野県        | テレビ信州         | 日本テレビ系列                | 同時ネット | 1991年3月まで                                   |
| 長野県        | 長野朝日放送       | テレビ朝日系列                | 同時ネット | 1991年4月開局から                               |
| 静岡県        | 静岡朝日テレビ     | テレビ朝日系列                | 同時ネット | [ 注 21 ]                                       |
| 中京広域圏    | 名古屋テレビ       | テレビ朝日系列                | 同時ネット |                                                 |
| 近畿広域圏    | 朝日放送           | テレビ朝日系列                | 同時ネット |                                                 |
| 島根県 鳥取県 | 日本海テレビ       | 日本テレビ系列                | 遅れネット | 1989年9月まで                                   |
| 島根県 鳥取県 | 山陰中央テレビ     | フジテレビ系列                | 遅れネット | 1989年10月から                                  |
| 広島県        | 広島ホームテレビ   | テレビ朝日系列                | 同時ネット |                                                 |
| 山口県        | 山口放送           | 日本テレビ系列                | 遅れネット | 1993年9月まで                                   |
| 山口県        | 山口朝日放送       | テレビ朝日系列                | 同時ネット | 1993年10月開局から                              |
| 香川県 岡山県 | 瀬戸内海放送       | テレビ朝日系列                | 同時ネット |                                                 |
| 愛媛県        | 南海放送           | 日本テレビ系列                | 遅れネット | 1995年3月まで                                   |
| 愛媛県        | 愛媛朝日テレビ     | テレビ朝日系列                | 同時ネット | 1995年4月開局から                               |
| 高知県        | 高知放送           | 日本テレビ系列                | 遅れネット |                                                 |
| 徳島県        | 四国放送           | 日本テレビ系列                | 遅れネット |                                                 |
| 福岡県        | 九州朝日放送       | テレビ朝日系列                | 同時ネット |                                                 |
| 長崎県        | 長崎放送           | TBS系列                       | 遅れネット | 1990年3月まで                                   |
| 長崎県        | 長崎文化放送       | テレビ朝日系列                | 同時ネット | 1990年4月開局から                               |
| 熊本県        | くまもと県民テレビ | 日本テレビ系列                | 遅れネット | 1989年9月まで                                   |
| 熊本県        | 熊本朝日放送       | テレビ朝日系列                | 同時ネット | 1989年10月開局から                              |
| 大分県        | 大分放送           | TBS系列                       | 遅れネット | 1993年9月まで                                   |
| 大分県        | 大分朝日放送       | テレビ朝日系列                | 同時ネット | 1993年10月開局から                              |
| 宮崎県        | 宮崎放送           | TBS系列                       | 遅れネット |                                                 |
| 鹿児島県      | 鹿児島放送         | テレビ朝日系列                | 同時ネット |                                                 |
| 沖縄県        | 沖縄テレビ         | フジテレビ系列                | 遅れネット | 1988年から1991年頃にかけて放送                  |
| 沖縄県        | 琉球放送           | TBS系列                       | 遅れネット | 1993年4月から1995年9月まで                      |
| 沖縄県        | 琉球朝日放送       | テレビ朝日系列                | 同時ネット | 1995年10月開局から                              |